# Landkreis Kitzingen
Der Landkreis Kitzingen liegt im Südosten des bayerischen Regierungsbezirks Unterfranken. Kreisstadt ist Kitzingen. Der Landkreis ist Mitglied der Metropolregion Nürnberg und der Regiopolregion Mainfranken.

## Geographie

### Lage

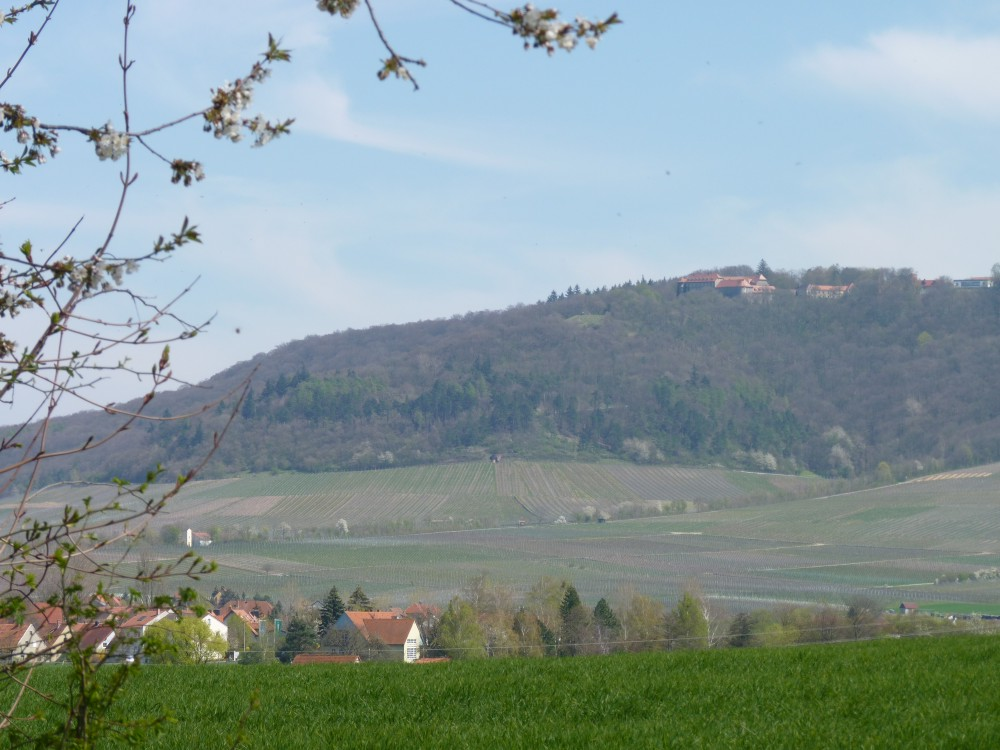
Der Schwanberg bildet das Zentrum des Landkreises

Der Landkreis Kitzingen liegt im südöstlichen Teil von Unterfranken am Maindreieck. Der östliche Scheitel des Flusses durchfließt von Norden nach Süden das Kreisgebiet. Daneben hat der Landkreis Anteil am Mittelgebirge Steigerwald, mit mehreren Bergen über 450 m. Nächstgelegene, unterfränkische Oberzentren sind Schweinfurt im Norden, mit einer Entfernung zur Stadt Kitzingen von etwa 35 km und Würzburg im Westen, das ungefähr 17 km entfernt ist. Das Oberzentrum Bamberg im Bezirk Oberfranken spielt mit einer Entfernung von 33 km für das östliche Kreisgebiet um Geiselwind eine Rolle.
Der Landkreis hat Anteil an der Region Mainfranken und liegt in der bayerischen Planungsregion Würzburg; zwei Orte im Kreisgebiet (Kitzingen und Volkach) sind als Mittelzentren dem Regionalzentrum Würzburg zugeordnet. Die Planungsregionen Main-Rhön (im Norden), Oberfranken-West (im Nordosten) und Westmittelfranken (im Süden) grenzen direkt an das Gebiet des Landkreises. Daneben ist der Landkreis Teil der Metropolregion Nürnberg und bildet seit dem Austritt der Stadt Würzburg im Jahr 2010 deren nordwestlichen Abschluss mit einer Entfernung über 50 km zum Stadtgebiet von Nürnberg.
Der Weinbau spielt für die Region seit Jahrhunderten eine große Rolle. So hat der Landkreis Kitzingen Anteil am Weinbaugebiet Franken mit seinen Bereichen Maindreieck und Steigerwald. Der „Weinlandkreis“ hat die größte Anbaufläche in der gesamten Weinregion (allein um das Zentrum der Region, der Volkacher Mainschleife, sind über 1100 ha mit Weinreben bestockt).
Das Zentrum des Kreisgebiets bildet der Schwanberg, der zugleich zwischen den Naturräumen Maintal/Steigerwaldvorland und dem eigentlichen Steigerwald vermittelt. Höchstgelegene Orte im Landkreis Kitzingen sind dann auch das Dorf Schwanberg und der Abtswinder Ortsteil Friedrichsberg mit 474 bzw. 465 m ü. NHN. Im Maintal ist mit Segnitz auf etwa 183 m ü. NN der niedrigste Ort zu finden. Der nördlichste Punkt des Kreises ist in der Gemarkung von Gaibach zu finden, den östlichsten bildet die Gemarkung von Wasserberndorf. Am südlichsten liegt Unterickelsheim, während das Kreisgebiet im Westen bis Westheim reicht.

### Nachbarkreise
Der Landkreis Kitzingen bildet den südöstlichen Abschluss des Regierungsbezirks Unterfranken. An ihn grenzen Landkreise aus den beiden anderen fränkischen Bezirken Ober- und Mittelfranken. Der Landkreis Bamberg bildet im Steigerwald den Übergang nach Oberfranken, während im Süden der Landkreis Neustadt an der Aisch-Bad Windsheim der mittelfränkische Nachbar ist. (→ siehe auch: Dreifrankenstein)
|                    | Landkreis Schweinfurt                         |                   |
| Landkreis Würzburg | Kompassrose, die auf Nachbargemeinden zeigt   | Landkreis Bamberg |
|                    | Landkreis Neustadt an der Aisch-Bad Windsheim |                   |

### Naturräumliche Gliederung
Der Landkreis hat Anteil an der naturräumlichen Großregion Südwestdeutsches Stufenland. Insgesamt ist er durch zwei Haupteinheitengruppen gegliedert. Der Osten ist Teil des Fränkischen Keuper-Lias-Landes (11), der gesamte Westen wird von den Mainfränkischen Platten (13) eingenommen. Fünf Haupteinheiten bilden den Landkreis, wobei diese wiederum in Untereinheiten untergliedert sind:
- Steigerwald (115) im Osten
  - Nördlicher Steigerwald (115.0)
    - Schwanberg (115.00)
    - Frankenberg (115.01)
- Ochsenfurter und Gollachgau (130) im Südwesten um Marktbreit
  - Ifftalbereich (130.01) entlang des gleichnamigen Baches
  - Ochsenfurt-Uffenheimer Gaufläche (130.10) in der Gemeinde Martinsheim
- Mittleres Maintal (133) im Zentrum entlang des namensgebenden Flusses
  - Würzburg-Ochsenfurter Maintal (133.04) Marktbreit und Segnitz haben Anteil an diesem Abschnitt
  - Kitzinger Maintal (133.05) um die Stadt selbst
  - Schwarzacher Talweitung (133.06) um die Gemeinde Schwarzach am Main
  - Volkacher Mainschleife (133.07) westlich der Stadt
- Gäuflächen im Maindreieck (134) im Westen um Biebelried und Dettelbach
  - Gäufläche im nördlichen Maindreieck (134.10) mit der Gemeinde Dettelbach
  - Hochflächen im südlichen Maindreieck (134.11) um Biebelried
- Steigerwaldvorland (137) entlang der Achse Iphofen, Obervolkach
  - Kitzinger Mainebene (137.0) östlich der Stadt
    - Mainbernheimer Ebene (137.00)
    - Albertshofener Flugsandgebiet (137.01)
    - Dimbacher Flugsandgebiet (137.02)

  - Iphofen-Gerolzhofener Steigerwaldvorland (137.1) entlang der Achse Iphofen-Prichsenstadt
    - Hellmitzheimer Bucht (137.10)
    - Schwanbergvorland (137.11)
    - Steigerwaldvorland von Neuses (137.12)
    - Gaibacher Lößhochfläche (137.13)[2]

### Zentralörtliches Gefüge
Auf die historische territoriale Zersplitterung ist es zurückzuführen, dass der Landkreis Kitzingen die höchste Anzahl an Städten und Märkten der Kreise Unterfrankens hat. Es gibt acht Städte, elf Märkte und zwölf Dorfgemeinden. Mit der Gemeindegebietsreform in Bayern in den 1970er Jahren wurde der Markt Herrnsheim in den Markt Willanzheim eingemeindet.
Der Landkreis wird von der Großen Kreisstadt Kitzingen mit 21.346 Einwohnern (Stand: 31. Dezember 2017) dominiert. Die Stadt ist im aktuellen bayerischen Landesentwicklungsplan als Mittelzentrum geführt. Neben dem Landratsamt gibt es ein Krankenhaus, Notare, Schwimmbäder und vielfältige Einkaufsmöglichkeiten. Das zweite Mittelzentrum Volkach mit 8.811 Einwohnern (Stand: 31. Dezember 2017) mit einer wesentlich niedrigeren Zentralitätskennziffer ist das Zentrum des nördlichen Landkreises.
Wegen der Vielzahl ehemals zentraler Orte konnten nur wenige Städte eine Zentralfunktion behalten. Im Landkreis zeugen viele Stadtbilder von einer vorindustriellen Ackerbürgerstadt. Lokale Zentren sind Dettelbach mit 7.260 Einwohnern (Stand: 31. Dezember 2017), Wiesentheid mit 4.840 Einwohnern (Stand: 31. Dezember 2017), Iphofen mit 4.587 Einwohnern (Stand: 31. Dezember 2017) und Marktbreit mit 3.861 Einwohnern (Stand: 31. Dezember 2017). Alle vier Orte wurden in früheren Landesentwicklungsplänen als Kleinzentren geführt.

## Geschichte

### Vor- und Frühgeschichte
Das Kreisgebiet ist seit der Altsteinzeit durchgehend besiedelt. Für die frühen Epochen, von denen noch keine schriftlichen Aufzeichnungen der Bewohner vorliegen, ist man auf archäologische Ausgrabungen bzw. zufällige Lesefunde angewiesen. Erst aus der Frühgeschichte liegen Werke auswärtiger Autoren (zumeist Römern) vor, die über die Völkerschaften in diesem Raum berichten. Die Gäuflächen, das Maintal und das Steigerwaldvorland waren wesentlich früher erschlossen als die Gebiete im klimatisch benachteiligten Steigerwald. Sie hatten auch eine höhere Siedlungsdichte.

#### Steinzeit (um 150.000 bis 1.800 v. Chr.)
Der erste Nachweis einer menschlichen Existenz im Kitzinger Land ist ein über 150.000 Jahre alter Quarzit-Faustkeil aus der Gemarkung von Dornheim. Damals war das Gebiet zwischen Main und Steigerwald wohl ein bevorzugtes Jagdgebiet umherziehender Gruppen. Dies unterstreichen die Funde von Schabern und Klingen aus dem Gebiet zwischen Kitzingen und dem Schwanberg. Eine Blattspitze aus Neusetz könnte als Geschosskopf einer Jagdwaffe der steinzeitlichen Menschen gedient haben.

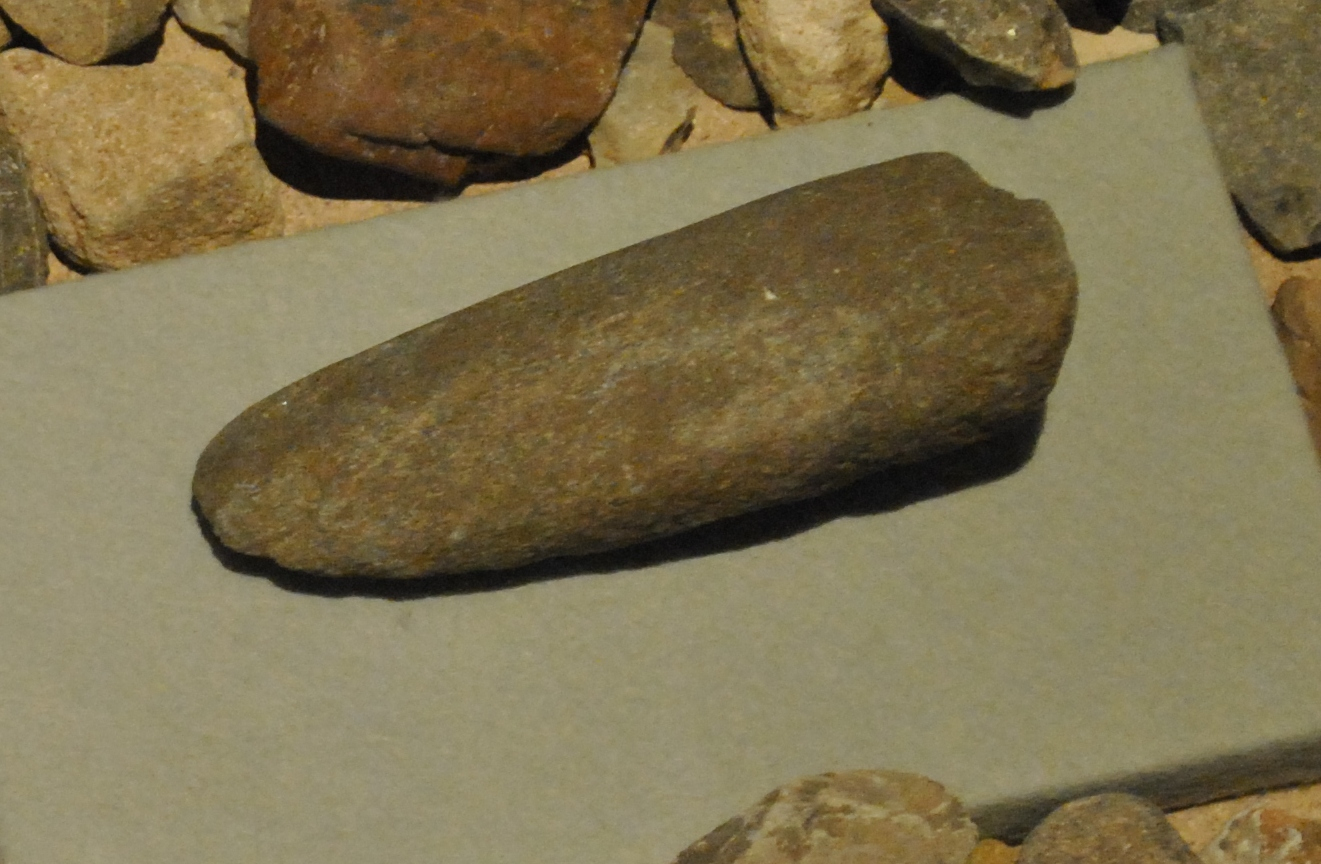
Steinzeitliches Flachbeil aus Astheim, 4.900–2.300 v. Chr.

In der Mittelsteinzeit erwärmte sich das Klima in Mitteleuropa. Aus dieser Zeit stammen viele Funde im nordwestlichen Landkreis, weil die Bodenbeschaffenheit mit hohem Sandanteil die Objekte besser konservierte. Die Geräte weisen eine große Ähnlichkeit mit denen der Altsteinzeit auf. Mikrolithen dienten als Harpunen für den Fischfang im Main und in seinen Zuflüssen. Eine große Menge dieser Objekte wurde bei Großlangheim entdeckt.
Funde der Jungsteinzeit unterscheiden sich erheblich von den Hinterlassenschaften der Vorgängerepochen. Erstmals waren die Menschen nicht nur Nomaden, sondern lebten als Ackerbauern in einer Dorfgemeinschaft. Typische Relikte aus dieser Zeit sind die sogenannten Wohnspeicherbauten der bandkeramischen Kultur. Außerdem hielt kultisches Brauchtum Einzug. In Repperndorf wurden figürliche Darstellungen von Menschen ausgegraben, in Mainstockheim und Schernau entdeckte man steinerne Fruchtbarkeitsidole.
Später löste die Rössener Kultur die Bandkeramik ab. Sie errichteten auch Wehrbauten wie das Wall-Graben-Werk nordöstlich von Enheim. Das Ende der Jungsteinzeit wurde mit der schnurkeramischen Kultur eingeleitet. Die Menschen praktizierten einen strengen Totenbrauch mit den sogenannten Doppelhockerbestattungen. Zugleich muss es sich um eine kriegerische Gesellschaft gehandelt haben, dies belegt die Ausgrabung einer Streitaxt in der Nähe von Dimbach. Kriegerisch waren auch die Menschen der Glockenbecherkultur, von denen im Landkreis allerdings nur wenige Überreste identifiziert werden konnten. Daumenschutzplatten aus Stein, die auf der Vogelsburg und dem Schwanberg gefunden wurden, sind die einzigen Zeugnisse ihrer Existenz.

#### Bronzezeit (um 1.800 bis 750 v. Chr.)
Ab etwa 1800 vor Christus setzte sich die Bronzeverarbeitung durch und revolutionierte die Lebensweise der Menschen. Das erste Objekt dieser neuen Kultur war eine Gussform für Bronzebeile, die bei Hüttenheim entdeckt wurde. Zugleich nahmen die Handelsbeziehungen zwischen den einzelnen Menschengruppen zu. So konnte ein Randleistenbeil aus Norddeutschland aus dem Main bei Fahr geborgen werden.
Die Menschen der Bronzezeit begannen neben den bereits bekannten Körpergräbern auch sogenannte Brandschüttungsgräber zu errichten. Diese Neuerungen in der Totenbestattung werden als Zeichen für den Übergang in die Urnenfelderzeit gewertet, die ab etwa 1200 vor Christus im Kitzinger Land begann und durch das besonders prachtvolle Frauenschmuck-Ensemble aus der Umgebung des Schwanbergs vertreten wird. Urnenfelder konnten auch in Düllstadt, Groß- und Kleinlangheim und Marktbreit identifiziert werden.
Die verbesserte Waffentechnik und der Bevölkerungsanstieg führten in der Bronzezeit zu häufigen Kriegszügen. In dieser Zeit wurden viele Siedlungen aufgegeben. Die Menschen verließen Ansiedlungen bei Bibergau, Michelfeld und Obervolkach. Ein Hortfund bei Reupelsdorf deutet auf fluchtartiges Verlassen der Bewohner hin. In diesen unruhigen Zeiten begann man, die Berge der Umgebung zu befestigen. Mittelpunkte der militärischen Verteidigung waren die Vogelsburg, der Schwanberg und der Bullenheimer Berg am äußersten Rand des heutigen Kreisgebiets.

#### Eisenzeit (um 750 bis 50 v. Chr.)

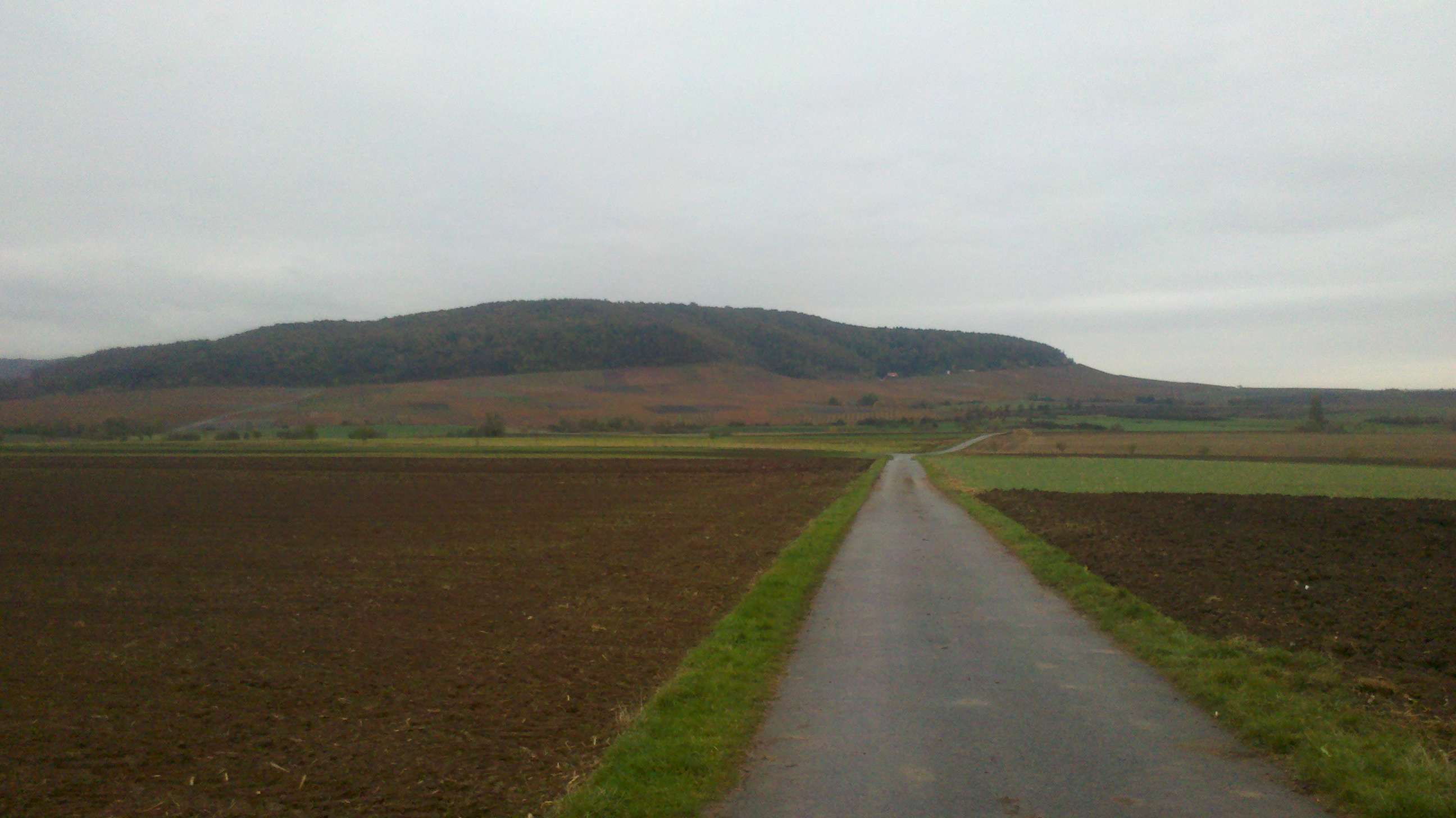
Der Bullenheimer Berg gilt als einer der wichtigsten Fundstellen um Kitzingen

Die Kunst der Eisenverarbeitung erreichte um die Mitte des 8. vorchristlichen Jahrhunderts das Gebiet des heutigen Landkreises. Zunächst lebten hier die Menschen der Hallstattzeit, deren Auftauchen von Objekten geprägt wird, die von weiträumigem Handel zeugen. Vielleicht sind die Menschen dieser Zeit bereits als Kelten anzusprechen, weil sie ganz ähnliche Brandgräber wie diese anlegten. Insbesondere entlang des Mains entstanden diese Begräbnisstätten. Ein besonders bemerkenswertes Relikt dieser Zeit ist der Laushügel bei Buchbrunn.
Existieren für die frühe Eisenzeit noch keine genauen Kenntnisse über die Zusammensetzung der Bevölkerung, können die Menschen der Latènezeit ab 450 vor Christus eindeutig als Kelten identifiziert werden. Weiterhin siedelten sich die Menschen bevorzugt am Fluss an, besonders viele Siedlungen der Kelten sind entlang der Mainschleife auszumachen. Hier entstand ein Großgrabhügel im Osten Volkachs, der mit der Vogelsburg als keltische Befestigung in Zusammenhang zu bringen ist.
Die Menschen befestigten die Berge nicht nur als militärische Rückzugsbasen, sondern begannen auch die Anhöhen durch die Anlage sogenannter Oppida (lat. befestigte Städte) mit Zivilisten zu besiedeln. Sogenannte Viereckschanzen (wie die Überreste dieser Städte in späteren Jahrhunderten genannt wurden) entstanden in Bimbach und Marktbreit als Kultorte. Die schönsten Kunstgegenstände konnten aber im Umkreis des Bullenheimer Bergs bzw. des Schwanbergs ausgegraben werden.

#### Römer, Völkerwanderungszeit (bis 8. Jahrhundert n. Chr.)

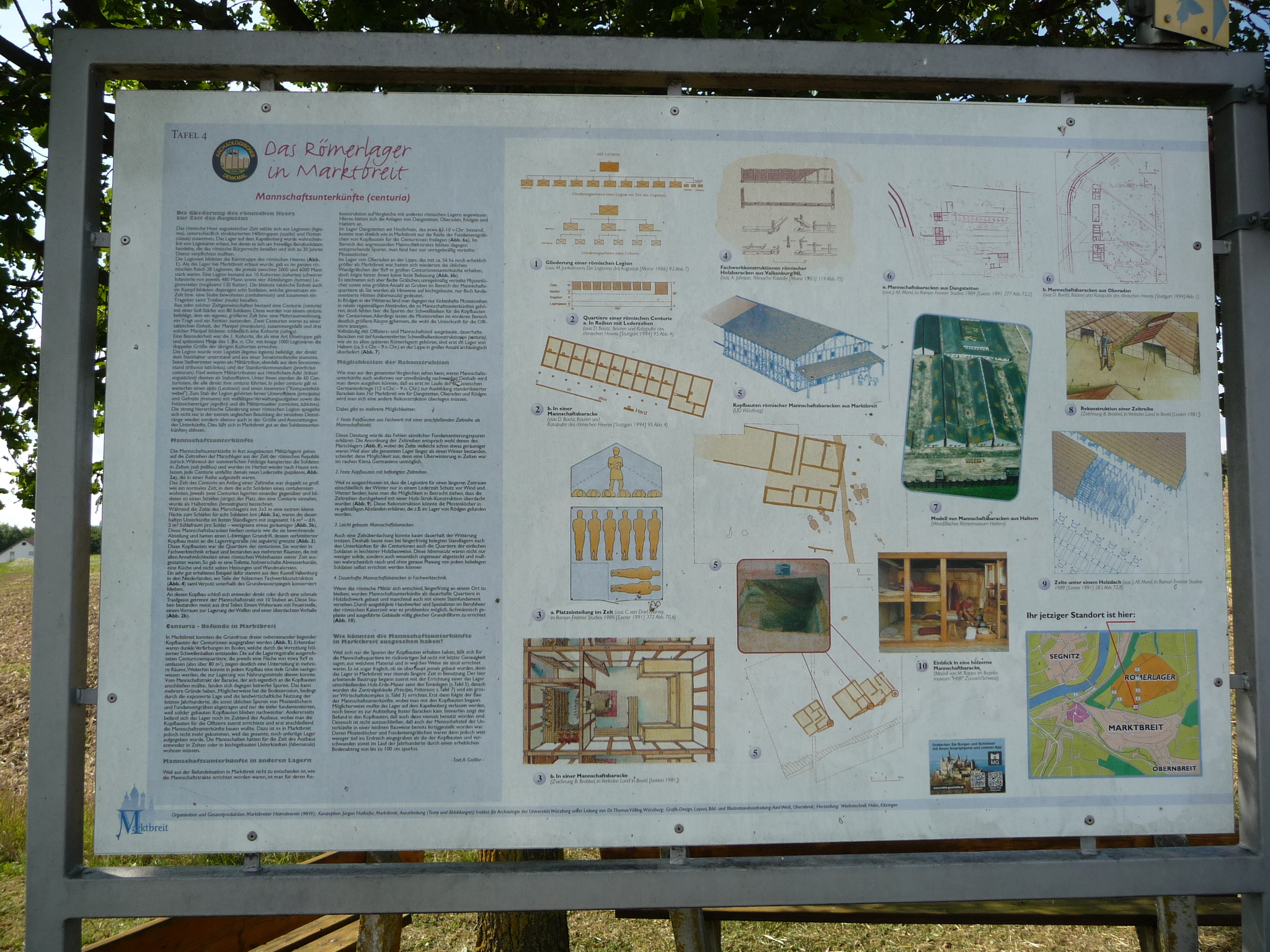
Eine Tafel verweist heute auf das Römerlager Marktbreit

Mit dem Aufstieg des Römischen Reichs zur vorherrschenden Macht Europas tauchten auch im eigentlich freien Germanien (Germania magna) vermehrt römische Kunstgegenstände auf, die auf regen Kontakt zwischen den Menschen Hinweis geben. In Bimbach grub man eine Brosche in Form eines Hundes aus, die aus römischer Produktion stammt. Zugleich veränderte sich auch die Bevölkerungszusammensetzung. Die Kelten wurden ab etwa 50 vor Christus von den zuwandernden Elbgermanen vertrieben.
Um die Zeitenwende versuchten die Römer die germanischen Stämme im Osten ihres Reiches zurückzudrängen und die Gebiete in das Reich einzugliedern. Hierzu errichtete man unter Kaiser Augustus oberhalb von Marktbreit ein 37 ha großes Römerlager. Die Baulichkeiten boten Platz für etwa 10.000 Soldaten (zwei Legionen) und waren in Holz-Lehm-Bauweise mit Stämmen vom Bullenheimer Berg errichtet. Nach der Niederlage in der Varusschlacht gab man die Anlage, die auch über eine Schiffsanlegestelle am Main verfügt hatte, allerdings bald wieder auf (siehe auch: Römerlager Marktbreit).
Während der Völkerwanderungszeit wurde das Kreisgebiet von den Burgunden durchzogen, die allerdings kaum Spuren hinterlassen haben. Die Alamannen, die zeitweise hier siedelten wurden im Jahr 496 von den Franken besiegt, die nun ihre Kolonisation beginnen. Besonders bedeutsam für diesen Wandel ist der Friedhof von Kleinlangheim. Er war ab 150 nach Christus bis ins 5. Jahrhundert belegt, erst mit dem Sieg der Franken endete die Tradition der Brandgräber. Zugleich verlegte man die Ruhestätte nun in den Ort.
Mit der fränkischen Kolonisation, die in den ersten Jahrhunderten ihres Auftauchens noch kaum merkliche Auswirkungen auf die hier siedelnden Menschen hatte, kam langsam der christliche Glauben und mit ihm die Schriftlichkeit in das Gebiet des Maindreiecks. Erst ab dem 8. Jahrhundert forcierten die fränkischen Herrscher den Landesausbau mit der Anlage bzw. Weiternutzung von Burgen und der Ansiedlung einzelner Familien im heutigen Kreisgebiet.

### Frühmittelalter (bis um 1000)

#### Erste fränkische Vorstöße
Die Franken brachten auch politische Stabilität in die Region. Sie stießen nicht in eine unbewohnte Landschaft vor, sondern trafen auf eine germanisch-keltische Mischbevölkerung. Obwohl die Schriftlichkeit dieser Kulturen nicht ausgeprägt war, haben sich bis in die heutige Zeit sprachliche Überreste von den keltischen Bewohnern erhalten. Sie benannten erstmals den Fluss Main und die Iff. Auch die Ortsnamen Kitzingen und Volkach (am gleichnamigen Bach) verweisen auf die Kelten.

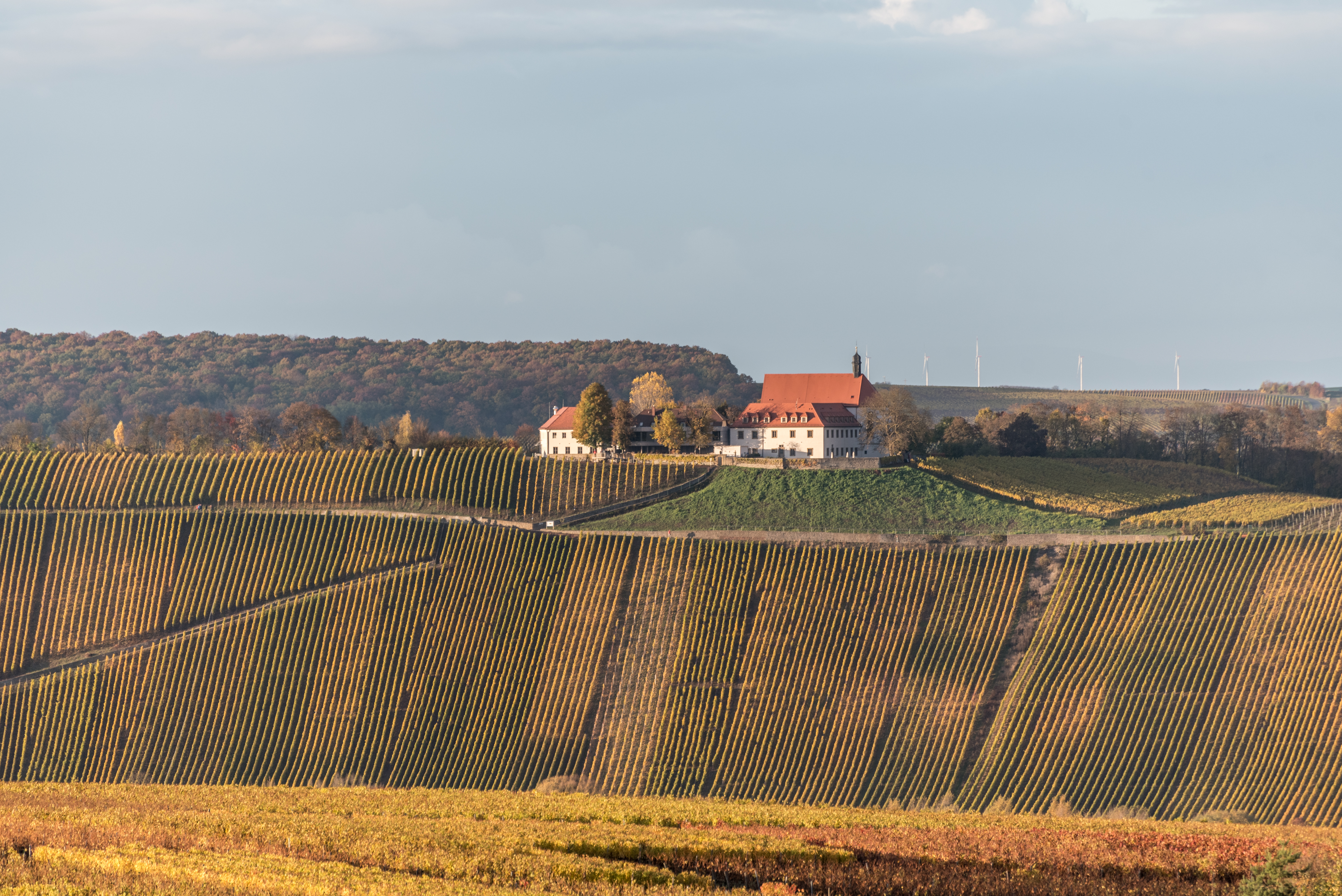
Die Vogelsburg war Vorposten des fränkischen Vorstoßes

Die fränkischen Neuankömmlinge erreichten das Areal zwischen Main und Steigerwald nicht mit einer großen Siedlerzahl, sondern besiedelten das Gebiet nur mit einer geringen Anzahl an Menschen vom heutigen Thüringen aus. Es wurden bereits gesicherte Siedlungsstandorte weitergenutzt, die Vogelsburg und der Schwanberg blieben weiter bewohnt. Neu erschlossen wurde wohl der Bergsporn des Herrenberges oberhalb von Castell. Der frühfränkisch-lateinische Name castellum verweist, ähnlich wie castellum Virteburh (Würzburg), auf eine Befestigung und wurde später auf die Siedlung am Fuße der Burg übertragen. Noch im 9. und 10. Jahrhundert waren die „Vorstoß“-Burgen in der Hand der fränkischen Könige.
Obwohl die fränkischen Merowinger das Land noch nicht vollständig politisch erschlossen hatten, begannen sie den häufig bereits bestehenden Orten im Maintal, auf den Gäuflächen und im Steigerwaldvorland ihren Stempel aufzudrücken. Darauf verweisen auch die zumeist noch bestehenden Siedlungen mit den heim-Endungen. Häufig kommt dieses Suffix im Süden und im Zentrum des Kreisgebietes vor, das besonders fruchtbar war und wohl vom Tauberraum aus besiedelt wurde. Die Orte Enheim, Gnötzheim, Martinsheim und Unterickelsheim sind auf diese Phase zurückzuführen. Die Besiedlung folgte den Ufern der kleineren Bäche über Hüttenheim und Dornheim bis nach Mainbernheim und die beiden Langheim. Ein zweiter Vorstoß vollzog sich entlang der Bäche Kürnach und Pleichach, wovon nur der Ort Nordheim heute im Kreisgebiet liegt. Die Präfixe verweisen häufig auf fränkische Vornamen, wie Nenzo bei Nenzenheim, deren Träger die Siedlungen gründeten.

#### Wendische Besiedlung
Gleichzeitig mit den fränkischen Vorstößen vor allem aus dem Süden und Westen wurde das Kreisgebiet im 6. und 7. Jahrhundert auch von slawischen Siedlern erreicht, die überwiegend aus dem Osten dorthin gelangten. Führend war der Stammesverband der Wenden. Obwohl der Vorstoß dieser Völker unabhängig von der fränkischen Besiedlung erfolgte, gerieten die Wenden schnell unter fränkische Oberhoheit. Auf slawische Erschließung verweisen heute noch Ortsnamen mit der Endung -wind, wie Abtswind und Geiselwind, und -nitz, wie beispielsweise Segnitz.
Den slawischen Siedlern gelang es, andere Areale urbar zu machen. Insbesondere das östliche Steigerwaldvorland mit weniger fruchtbaren Böden wurde von ihnen gerodet, allerdings hinterließen sie auch entlang des Maines ihre Spuren in diversen Flur- und Geländenamen. Die Wenden vermischten sich schließlich mit den Franken und der einheimischen Urbevölkerung, was durch eine systematische Christianisierung von den Herrschern gefördert wurde. Inwiefern auch kriegerische Handlungen eine Rolle spielten, ist unklar.

#### Systematische Erschließung

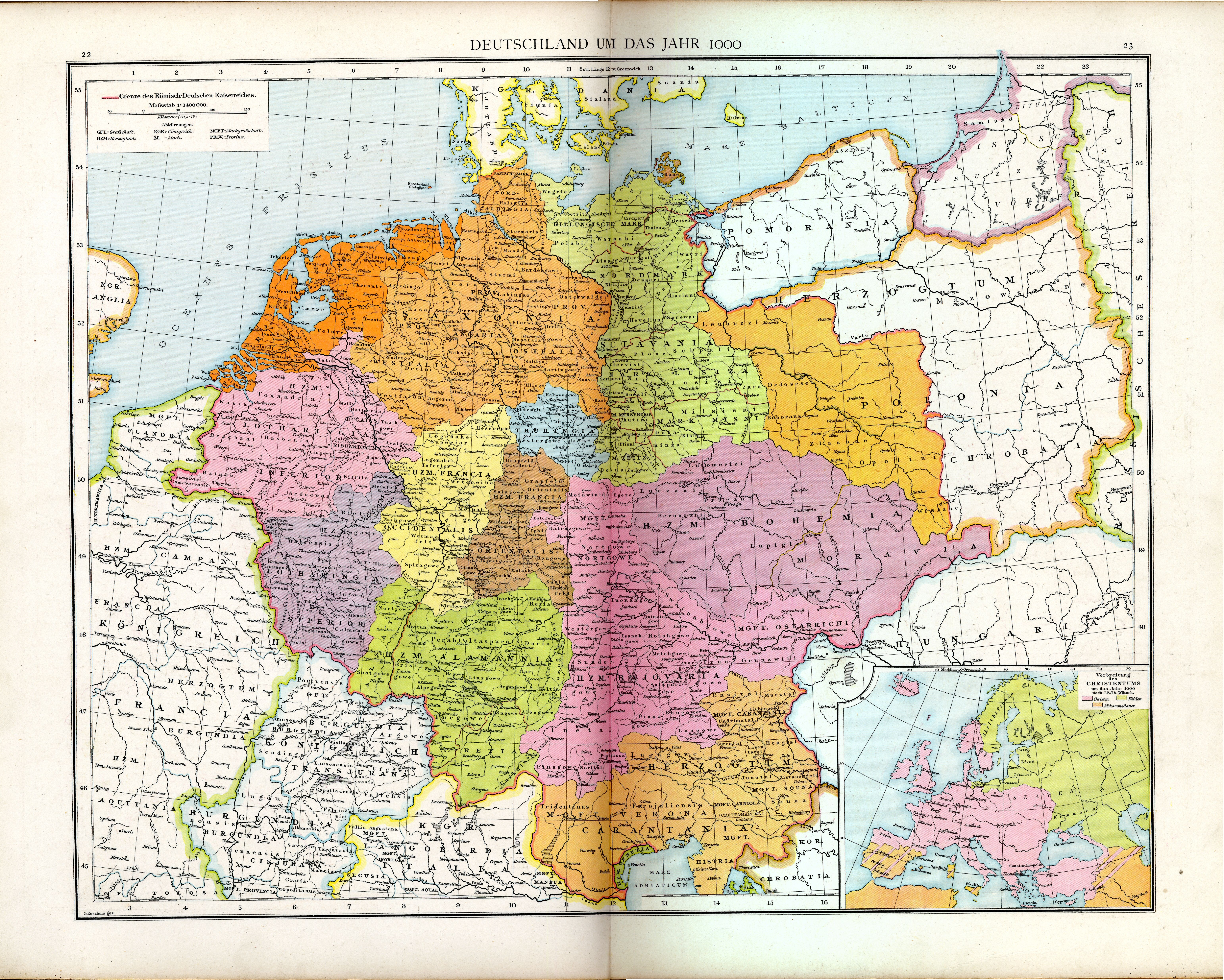
Die frühmittelalterlichen Gaue um 1000. Gozfeld, Iffgau und Volkfeld an der Grenze zwischen braun und lila

Ab dem 7. bzw. 8. Jahrhundert trat das Land am Main deutlicher in den Quellen hervor. Die Franken verlegten ihre Herrschaftssitze von Thüringen vermehrt an den schiffbaren Fluss. Diese örtliche Umorientierung begleitete auch den Aufstieg der Karolinger, der durch den Sieg Pippins des Mittleren über Neustrien im Jahr 687 einsetzte. Schnell begann eine zweite Wanderungsbewegung, der ein systematischer Landesausbau entlang des Steigerwaldanstiegs folgte.
Die Franken gründeten auch neue Siedlungen, häufig am Rande der größeren Waldgebiete. Es entstanden damals Orte mit der Endung -hausen in Kombination mit einem fränkischen Personennamen, weil häufig fränkische Adelige die Rodungen überwachten, so Etwashausen (von Otwin), Öttershausen (von Oterich) und Rüdenhausen (von Ruodo). Bei Atzhausen stand keine Person Pate für den Namen, sondern das Präfix verweist auf die Lage des Ortes im Osten des Mains.
Grundlegend für die flächendeckende fränkische Besiedlung war auch das Vorantreiben der Christianisierung in den neu erschlossenen Gebieten, vor allem durch die iroschottischen Wandermönche, die seit dem Ende des 7. Jahrhunderts über das Festland zogen. Insbesondere Bonifatius, weniger der Frankenheilige Kilian, trieb die religiöse Erneuerung voran. 742 gründete er das Bistum Würzburg, das der karolingische Hausmeier Karlmann mit 25 Kirchen ausstattete. Vier dieser Ur-Kirchen befinden sich im heutigen Kreisgebiet. In Willanzheim war es die noch bestehende Martinskirche, in Iphofen war ein Gotteshaus dem heiligen Täufer Johannes geweiht. Die Andreaskirche in Kirchheim und die Remigiuskirche in Kleindornheim sind heute abgegangen wie auch die beiden Dörfer. Die Bistumskirchen waren aber nicht die einzigen Gotteshäuser zu dieser Zeit, zeitgleich entstanden überall im Steigerwaldvorland ähnliche Gotteshäuser.
Die Karolinger trieben auch die weltliche Erschließung des Raums voran. Sechs königliche Fronhöfe in Pleichfeld, Prosselsheim, Dettelbach, Willanzheim, Iphofen und Ickelsheim mit riesigen Ländereien lagen im heutigen Kreisgebiet oder in dessen Umland. Ihnen zugeordnet waren die sogenannten Gaue als größere politische Verwaltungseinheiten, von denen drei teilweise im Kitzinger Land lagen, der Iffgau mit den Hauptorten Seinsheim, Ippesheim und Iphofen, das Volkfeld mit Volkach im Mittelpunkt und das Gozfeld mit den Zentralorten Pleichfeld, Kitzingen und Dettelbach. Ihren Namen erhielten sie von den wichtigsten Mainzuflüssen in ihrem Bereich.

#### Die Mattonen

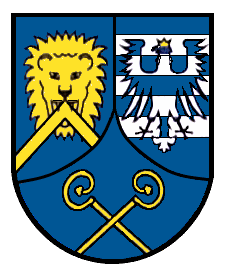
Das Wappen Münsterschwarzachs zeigt den Löwen mit Sparren im Maul, das als Zeichen der Mattonen gilt

Während der fränkischen Erschließung trieben insbesondere die größeren Adelssippen die Urbarmachung voran und besetzten später wichtige Schaltstellen in Kirche und Politik. Im Kreisgebiet waren dies vor allem die Mattonen. Die Familie gehörte zum Reichsdienstadel und war bereits unter den Merowingern aufgestiegen. Ihnen wird die Erschließung des noch weitgehend unbewohnten Steigerwalds zugeschrieben.
Die Mattonen gründeten auch Klöster, um die wirtschaftliche Versorgung ihrer nachgeborenen Söhne und Töchter sicherzustellen. So entstand vor 745 der zunächst als lose Zelle gegründete Konvent in Kitzingen mit der Mattonin Hadeloga. Das Benediktinerinnenkloster, das aus dieser Gründung hervorging, war ein wichtiger herrschaftlicher Grundpfeiler am Maindreieck und blieb bis ins Jahr 1007 als Reichskloster nur dem karolingischen König unterstellt. Die enge Verbindung mit dem Königshaus lässt auf verwandtschaftliche Beziehungen zwischen Mattonen und Karolingern schließen.
Um 788 gründete die Familie etwas weiter mainaufwärts an der Schwarzach ein weiteres Frauenkloster. Dort wurde Hruadlaug als erste Äbtissin eingesetzt. Das Monasterium Suuarzaha unterstand ebenfalls dem König. Im Steigerwald entstand am Laimbach vor 816 das Kloster Megingaudshausen, nach seinem Gründer, dem Mattonen Megingaud benannt, das den männlichen Familienmitgliedern vorbehalten war. Nach der Auflösung der Reichsabtei an der Schwarzach um 877 zogen die Mönche von Megingaudshausen in die verlassenen Baulichkeiten der Nonnen und gründeten hier das Kloster Münsterschwarzach, das später eine der wichtigsten Ordensniederlassungen im Bistum Würzburg wurde.

#### Pfarreiorganisation der Frühzeit
Am Ende des 10. Jahrhunderts hatte das Bistum Würzburg seine endgültige Ausdehnung erreicht, der Bestand wurde erst durch die Abtrennung des Bistums Bamberg im Jahr 1007 merklich vermindert. Das Netz der Kirchen war weitmaschig, sodass die Ur- oder Altpfarreien meist riesige Pfarrsprengel versorgen mussten. Ihre Gebiete beruhen auf grundherrschaftlichen Verbindungen, häufig wurden Besitzungen eines Herrn zu einer Pfarrei zusammengefasst. Lediglich im Steigerwald gab es noch bis ins Hochmittelalter nur Ansätze pfarrlicher Strukturen. Vier bzw. fünf Urpfarreien lagen im Kreisgebiet.
Das Zentrum im Landkreis bildete die Pfarrei des Kitzinger Nonnenklosters in der Abteikirche im Norden der Stadt. Ihr Einflussgebiet reichte im Westen bis Westheim, Lindelbach, Theilheim und Biebelried, im Norden bis Mainstockheim, Buchbrunn und Schernau. Auf der Ostseite gehörten nur die heute noch als Stadtteile zu Kitzingen gehörenden Orte um Sickershausen dazu. Auf dem Volkacher Kirchberg stand die Kirche für die Orte an der Mainschleife. Die kleinste Urpfarrei entstand um Gerlachshausen, die die Orte im Schwarzacher Becken mit Ausnahme von Stadtschwarzach umfasste.
Der Ort Stadtschwarzach bildete einen eigenen Urpfarrsprengel. Da diese Pfarrei nach dem Umzug der Mönche nach Münsterschwarzach auch das Ausstattungsgut des Klosters Megingaudshausen umfasste, reichte dieser kirchliche Bezirk bis weit in den Steigerwald hinein. Grenzorte im Osten waren Kirchschönbach, Großbirkach, Abtswind und Wiesentheid. Die zweite Steigerwald-Pfarrei hatte ihre Hauptkirche in Iphofen und reichte bis Geiselwind, Birklingen und Einersheim.

### Hochmittelalter (bis um 1300)
Das Hochmittelalter war auch im Landkreis Kitzingen vom Aufstieg kleinerer Herrschaften geprägt, die auf Kosten der kaiserlichen Macht zu Land und Einfluss gelangten. Ein Grund für diese Verschiebung war die Schwäche der Zentralgewalt während des Investiturstreits und des Interregnums. Neben dem Hochstift Würzburg, das zum größten Grundherren zwischen Main und Steigerwald aufsteigen konnte, gelang dies auch Adelsfamilien und Klöstern.

#### Der Steigerwald als Grenzgebiet
Um das Jahr 1100 waren auch die Gebiete im mittleren Steigerwald erschlossen. Bereits 889 war Wiesenbronn in den Quellen erstmals erwähnt worden, 918 wurden Feuerbach und Wiesentheid genannt, sodass der westliche Steigerwald weit früher als erschlossen gelten kann. Ortsnamen weiter östlich auf den Höhenlagen des Mittelgebirges wie Haag, Weiler, Langenberg, Gräfenneuses, Neuses am Sand, Brünnau und viele weitere verweisen aber auf eine Gründung im 11. Jahrhundert.
Als Kolonisatoren der Gebirgslagen müssen die Mattonen gelten, die bereits in den Jahrhunderten zuvor Rodungen hier vorangetrieben hatten. Nutznießer der gerodeten Gebiete war allerdings der Bischof von Würzburg, der im erschlossenen Steigerwald von der Zentralgewalt einige Rechte erwerben konnte. So übergab Kaiser Heinrich II. dem Würzburger Bischof Meginhard I. im Jahr 1023 den Wildbann über den Steigerwald, sodass der Bischof nun hier das alleinige Jagdrecht ausüben durfte.
In den folgenden Jahren erhielten die Würzburger Bischöfe weitere solcher Privilegien und stiegen langsam zu weltlichen Herren auf, die eigene Territorien unter sich hatten. Diese „Privilegierungswelle“ war als Wiedergutmachung zu sehen, denn im Jahr 1007 hatte Heinrich II. den Sprengel des Bistums Bamberg aus dem bisherigen Bestand des Bistums Würzburg entnommen. Der Steigerwald im heutigen Landkreis Kitzingen wurde Grenzregion. Heute sind die östlichen Gemeinden zumeist Teil des Erzbistums Bamberg.

#### Die Grafen zu Castell

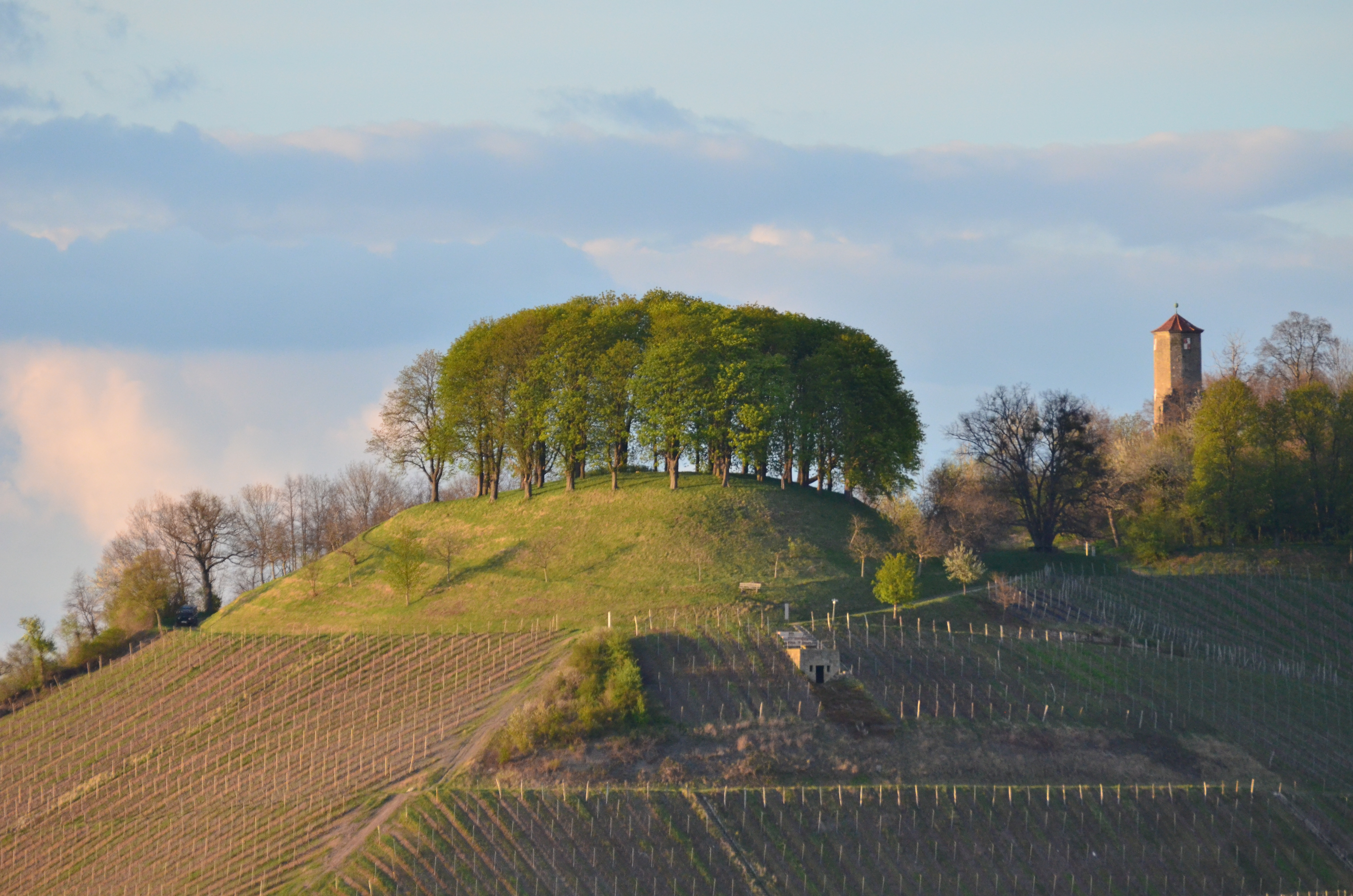
Der Casteller Herrenberg mit dem Turmhügel Altcastell und dem Oberen Schloss

Neben den Würzburger Bischöfen gelang es auch kleineren Adelsgeschlechtern zwischen Main und Steigerwald aufzusteigen. Besonders einflussreich waren die Grafen zu Castell, die sich nach der gleichnamigen Burg auf dem Herrenberg benannten. Eventuell standen die Casteller mit den Mattonen in verwandtschaftlicher Beziehung. Viele Besitzungen wurden bereits von den Mattonen erschlossen und waren später Teil des ausgedehnten Besitzes der Grafen. So ragte der Einfluss der Familie im Westen mit dem späteren Markt- und Obernbreit bis an den Main und erstreckte sich östlich bis nach Ilmenau im Steigerwald.
Erstmals urkundlich erwähnt wurde Rupert de Castello (siehe auch: Rupert I. zu Castell) im Jahr 1091. Vorausgegangen waren dem Aufstieg der Familie große gesellschaftliche Veränderungen, die ohne Kenntnis der Quellen vor sich gegangen waren. Schnell begann die Familie für ihren Besitz eigene Rechte zu erwerben. In der ersten Hälfte des 12. Jahrhunderts erhielten die Casteller vom Würzburger Bischof das Recht, fortan die Vögte über das inzwischen zum Hochstift gelangte Benediktinerkloster in Münsterschwarzach zu stellen.
Bis spätestens im 13. Jahrhundert waren die Herren zu Castell zu einem erblichen Grafengeschlecht aufgestiegen. Sie verfügten insbesondere im äußersten Nordwesten des heutigen Kreisgebietes entlang der Mainschleife über ausgedehnte Besitzungen und interagierten auch mit den anderen Herren, die entlang des Flusses ihre Macht ausweiten konnten. Vorprogrammiert war deshalb der Konflikt mit Würzburg, das mit den Grafen bald um die wichtigsten Besitzungen konkurrierte.
Im Streit mit den beiden Würzburger Bischöfen aus dem Haus Lobdeburg unterlag Castell im Jahr 1230 und musste große Teile seiner Gebiete an das Hochstift Würzburg abtreten. Der Bischof übergab aber viele der Güter als Lehen an die Grafen zurück und versicherte sich so deren Treue. In den folgenden Jahrzehnten verlagerte sich das Kerngebiet der Grafen in den Steigerwald, weil hier die Besitzungen nicht von den Ereignissen des Jahres 1230 betroffen waren.
Ein weiterer Machtverlust ging mit der Teilung der castellischen Besitzungen zwischen 1265 und 1267 einher. Die Brüder Hermann und Heinrich zu Castell gehörten jeweils unterschiedlichen politischen Lagern an. Während Hermann dem Würzburger Bischof Poppo zuneigte, stand Heinrich auf der Seite der Henneberger, die den Einfluss des Bischofs begrenzen wollten. Der Streit der Brüder führte zu einer Linienspaltung. Zugleich eskalierte der Konflikt zwischen Würzburg und Henneberg in der sogenannten Cyriakusschlacht zwischen Sulzfeld und Kitzingen, bei der Castell-Henneberg von Würzburg besiegt wurde.

#### Ebrach und die anderen Klöster
Das Hochmittelalter ist im Landkreis Kitzingen auch mit der Gründung und Etablierung der Zisterzienserabtei Ebrach verbunden. Das Kloster selbst liegt zwar nicht auf dem heutigen Kreisgebiet, allerdings hatte es großen Einfluss auf die Entwicklung des Kitzinger Landes. Ebrach selbst wurde 1127 von zwei niederadeligen Brüdern als erstes süddeutsches Kloster der Zisterzienser in einem Steigerwaldtal gegründet. Gefördert wurde die Gründung durch die Staufer, die so ihren Einfluss vergrößern wollten.

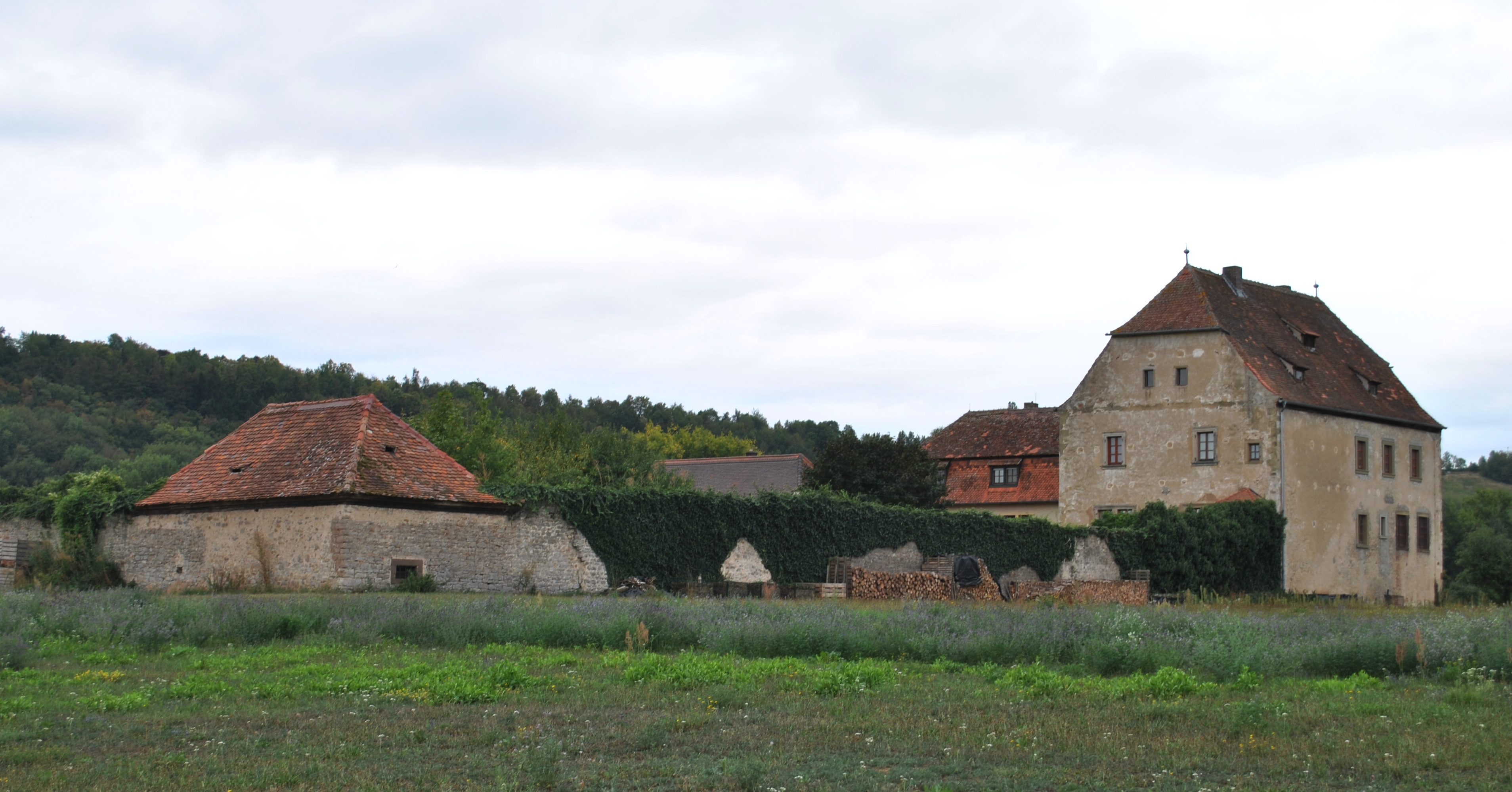
Der Ebracher Klosterhof in Elgersheim

Die Mönche von Ebrach wurden von den umgebenden Adelsgeschlechtern bald mit reichen Schenkungen von Land und Leuten bedacht. So erhielten sie von den Grafen zu Castell reichen Grundbesitz in Fahr und Elgersheim an der Mainschleife, der später zu einem eigenen Amt organisiert wurde. Zwar fanden die Ebracher Mönche im Steigerwald bereits ein besiedeltes Land vor, jedoch trieben sie die Erschließung des immer noch stark bewaldeten Gebietes weiter voran. Sogenanntes Novalland entstand. In dieser Zeit wurde wohl auch der Ort Greuth gegründet, der als letzte Neugründung eines Dorfes im Kreisgebiet gelten kann.
Die Mönche von Ebrach förderten eine neuartige Landbewirtschaftung. So versuchte man große Teile der Besitzungen durch die Mönche in Eigenregie zu verwalten und auf Verpachtungen zu verzichten. Die Zisterzienser fügten ihre Besitzungen zu sogenannten Grangien mit größeren Ackerflächen zusammen. So konnte effektiver gewirtschaftet werden. Erst am Ende des 13. Jahrhunderts führte man auch das Pachtsystem ein, weil die Abtei einen Rückgang der Konversen erlebt hatte.
Die beiden anderen großen Klöster, die für die frühmittelalterliche Entwicklung des Landes zwischen Main und Steigerwald von entscheidender Bedeutung waren, Kitzingen und Münsterschwarzach, verloren dagegen im Hochmittelalter an Einfluss. Kitzingen verlor mit der Gründung des Bistums Bamberg seine Reichsunmittelbarkeit und Münsterschwarzach gelangte in den Einflussbereich der Würzburger Bischöfe. Allerdings blieb die Abtei in Schwarzach eine wichtige geistige Institution und förderte die hochmittelalterlichen Reformbewegungen wie die Erneuerung von Gorze, die insbesondere Abt Egbert vorantrieb.

#### Die Hohenlohe

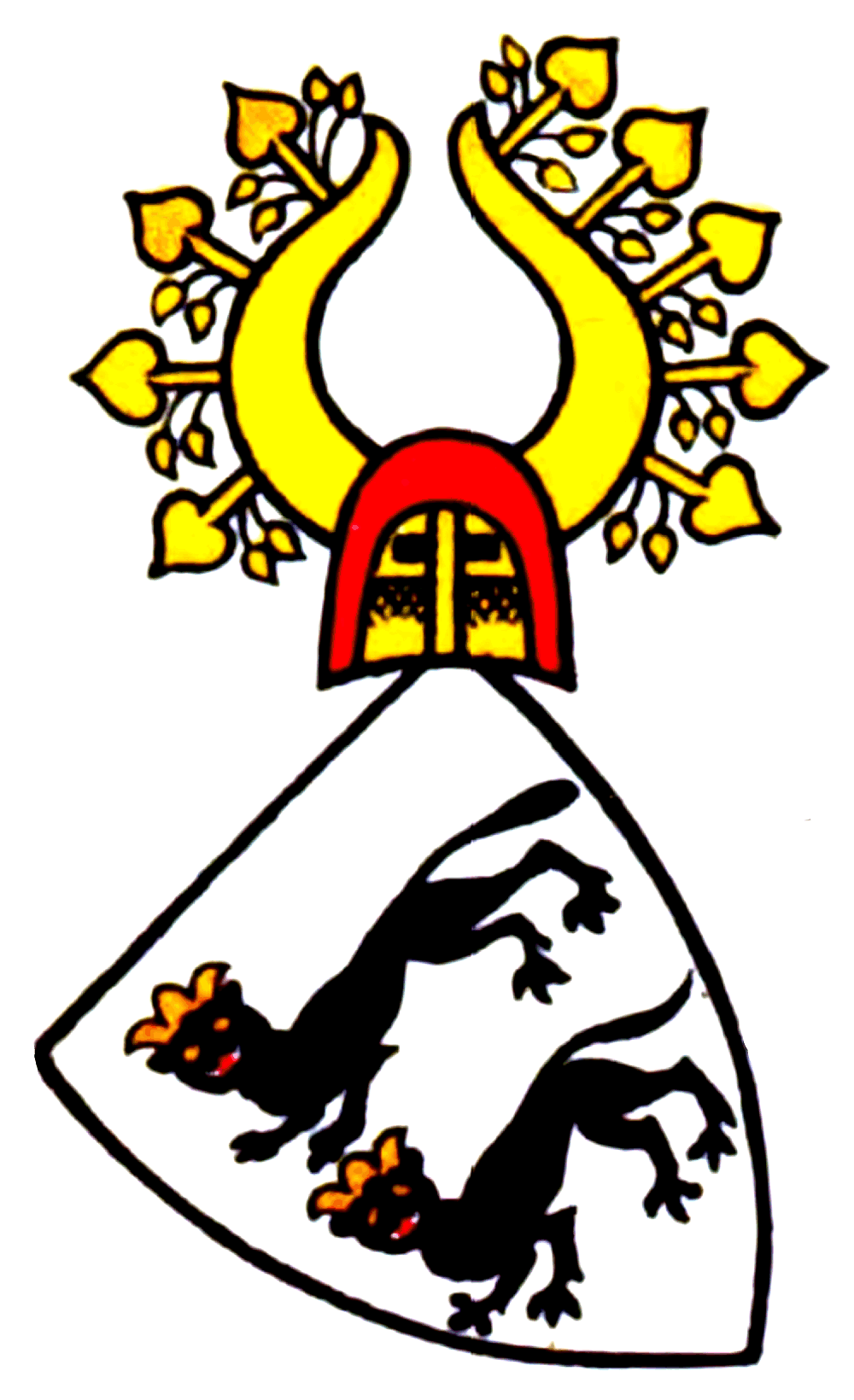
Das Stammwappen der Hohenlohe

Etwas später als die Grafen zu Castell stiegen die Herren von Hohenlohe im Kitzinger Land zu wichtigen Grundherren auf. Das Adelsgeschlecht hatte seinen Sitz weiter südlich abseits des Maines bei Uffenheim. Sie gehörten dem staufischen Lager an und wurden dementsprechend auch direkt vom Herrscherhaus gefördert. Insbesondere während des Interregnums (1256–1273) gelang es ihnen dann viele Rechte auf Kosten ihrer ehemaligen Gönner zu erwerben.
So brachten sie die vormaligen Reichslehen Seinsheim, Herrnsheim und Iffigheim neben anderen außerhalb des Kitzinger Landes in ihren Besitz. Bereits unter Friedrich Barbarossa im 12. Jahrhundert war es der Familie gelungen, den Vogt über die Benediktinerinnen von Kitzingen und die benachbarte, aufstrebende Siedlung zu stellen. Eventuell können die Hohenlohe sogar als eigentliche Gründer der späteren Stadt Kitzingen gelten.
Besonders bedeutsam war auch die Erwerbung der später sogenannten sechs Maindörfer, also der Orte Sickershausen, Steft, Obernbreit, Gnodstadt, Martinsheim und Oberickelsheim (das heute nicht mehr zum Landkreis gehört). Aber auch im Steigerwaldvorland erwarb die Familie Rechte, so in Rödelsee, Mainstockheim, Enheim und Schernau. Elementar war auch die Erwerbung von Broite, also Marktbreit, sodass die Hohenlohe am Ende des Hochmittelalters große Teile des südlichen Kreisgebietes kontrollierten.

#### Der Aufstieg der Städte
Das Hochmittelalter ist durch den Aufstieg städtischer Siedlungen gekennzeichnet. Bereits zuvor waren zentrale Handelszentren entstanden, die aufgrund ihrer Lage zu Knotenpunkten ausgebaut wurden. Aber erst im 12. und 13. Jahrhundert traten diese Siedlungen auch durch ihr Erscheinungsbild mit einer Ringmauer und ihrer rechtlichen Stellung gegenüber den umgebenden Dörfern hervor. Die Vielfalt der Herren im Kitzinger Land, die sich in dieser Zeit etablierten, führte zum Aufstieg mehrerer Ortschaften zu Städten, wobei dieser Prozess im Hochmittelalter noch nicht abgeschlossen war.
Zu den Vertreterinnen der sogenannten ersten Städteschicht können Stadtschwarzach, Volkach, Kitzingen und Iphofen gezählt werden, alle vier Städte entstanden allerdings unter anderen Voraussetzungen. Stadtschwarzach wurde wohl als geplante Siedlung neben dem bereits seit langem etablierten Klosterschwarzach um das Jahr 1230 auf der grünen Wiese errichtet. Wahrscheinlich trieb Abt Herold von Münsterschwarzach und Bischof Hermann I. von Lobdeburg den Bau der Stadt voran, die bald eine Ummauerung, das Marktrecht, ein eigenes Maß und ein Zentgericht erhielt.
Als wesentlich älter kann die nur wenige Kilometer mainaufwärts gelegene Siedlung Volkach bezeichnet werden. Sie war bereits im Frühmittelalter ein zentraler Handelsort an der Mainschleife. Zunächst war das Dorf Teil des Einflussbereichs des Klosters Fulda, im 11. Jahrhundert stiegen allerdings die Grafen zu Castell zu Grundherren auf. Die Grafen begannen die wichtigste Siedlung in ihrem Herrschaftsgebiet zu einem Verwaltungsmittelpunkt aufzubauen. Im Jahr 1258 wurde Volkach erstmals als Stadt bezeichnet, obwohl der Ort wohl nie offiziell zu einer solchen erhoben wurde.
Kitzingen stieg, wie Stadtschwarzach, ebenfalls im Schatten eines Klosters auf. Neben der Benediktinerinnenabtei entstand im Süden eine Ansiedlung, die im Jahr 1090 erstmals urkundlich bezeugt ist. Ihre Lage an einer wichtigen Fernverkehrsverbindung führte bald zu einer Handelskonzentration in Richtung des Maines, die durch eine Furt zusätzlich zementiert wurde. Wahrscheinlich gründeten die Herren von Hohenlohe an der Stelle des Klosterdorfes um 1226 eine städtische Siedlung, hierauf verweist der rechteckige Grundriss der Stadtmauer. 1290 wird Kitzingen erstmals als Stadt genannt.
Die Erhebung Iphofens zur Stadt geschah ähnlich planvoll und bildete eine territoriale Stabilisierung für den Würzburger Bischof im Vorland des Steigerwaldes. Der Ort wurde bereits 1023 in der Urkunde über den Steigerwald-Wildbann urkundlich erwähnt. Aber erst Bischof Manegold von Neuenburg forcierte den Ausbau der Siedlung als Bollwerk gegen die Herren von Hohenlohe und die Grafen zu Castell. Er erhob Iphofen mit Urkunde vom 22. Februar 1293 zur Stadt. Sie wurde in der Folgezeit mit Mauern, Wall und Graben umgeben.

### Moderne

#### Landgerichte
Das Gebiet des heutigen Landkreises Kitzingen gehörte vor 1800 überwiegend zum Hochstift Würzburg sowie den Grafen Castell. Zwischen 1804 und 1814 kam das Gebiet zu Bayern. Bereits 1804 wurden die Landgerichte Kitzingen, Dettelbach und Volkach errichtet. Sie gehörten zum Untermainkreis (ab 1838 Unterfranken und Aschaffenburg, ab 1945 nur noch Unterfranken). 1853 entstand aus dem bisherigen Herrschaftsgericht Marktbreit das gleichnamige Landgericht.

#### Bezirksamt
Im Jahr 1862 wurden die Landgerichte Kitzingen und Marktbreit zum Bezirksamt Kitzingen und die Landgerichte Dettelbach und Volkach zum Bezirksamt Volkach vereinigt. Am 1. August 1870 schied die Stadt Kitzingen aus dem Bezirksamt aus und wurde eine kreisunmittelbare Stadt.
1872 wurde das Bezirksamt Volkach aufgelöst. Die Gemeinden im Norden um Volkach kamen zum Bezirksamt Gerolzhofen und die Gemeinden im Süden um Dettelbach zum Bezirksamt Kitzingen.
Anlässlich der Reform des Zuschnitts der bayerischen Bezirksämter erhielt das Bezirksamt Kitzingen am 1. Januar 1880 die Gemeinde Wiesenbronn des Bezirksamtes Gerolzhofen.
Am 1. Juli 1932 gab das Bezirksamt die Gemeinden Bullenheim und Gnötzheim an das Bezirksamt Uffenheim ab.

#### Landkreis
Am 1. Januar 1939 wurde, wie überall im Deutschen Reich, die Bezeichnung Landkreis eingeführt. So wurde aus dem Bezirksamt der Landkreis Kitzingen.
Am 1. April 1940 wurde Kitzingen wieder in den Landkreis Kitzingen eingegliedert, doch wurde dies am 1. April 1948 wieder rückgängig gemacht.
Im Rahmen der Gebietsreform wurde am 1. Juli 1972 der heutige Landkreis Kitzingen aus dem alten Landkreis Kitzingen (ohne die drei Gemeinden Dipbach, Oberpleichfeld und Prosselsheim, die zum Landkreis Würzburg kamen), der kreisfreien Stadt Kitzingen, dem südlichen Teil des Landkreises Gerolzhofen, dem westlichen Teil des Landkreises Scheinfeld sowie den Gemeinden Bullenheim, Gnötzheim und Unterickelsheim des Landkreises Uffenheim gebildet. Die Stadt Kitzingen erhielt für den Verlust der Kreisfreiheit den Status einer Großen Kreisstadt.
Am 1. Januar 1978 wurde der Landkreis Kitzingen um die Gemeinde Ilmenau des Landkreises Bamberg, die nach Geiselwind eingemeindet wurde, vergrößert. Gleichzeitig trat er die Gemeinde Bullenheim, die nach Ippesheim eingemeindet wurde, an den Landkreis Neustadt an der Aisch-Bad Windsheim ab. Am 1. Mai 1978 wechselte die Gemeinde Gnodstadt aus dem Landkreis Würzburg in den Landkreis Kitzingen und wurde nach Marktbreit eingemeindet.

### Einwohnerstatistik

Einwohnerentwicklung des Landkreis Kitzingen von 1840 bis 2018 nach nebenstehender Tabelle

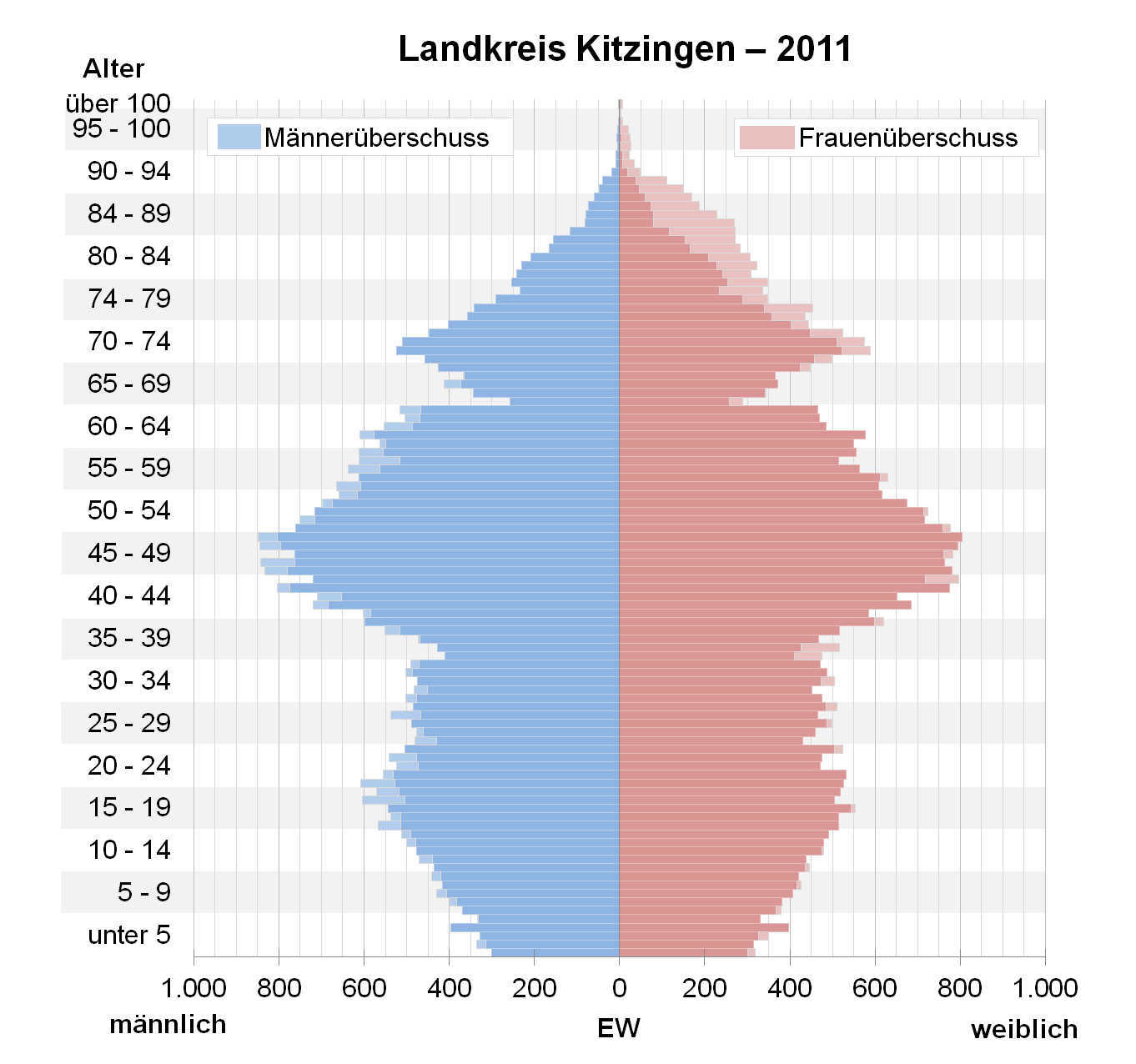
Bevölkerungspyramide für den Kreis Kitzingen (Datenquelle: Zensus 2011.)

Von 1988 bis 2008 wuchs der Landkreis Kitzingen um 9000 Einwohner bzw. um über 11 %. Ab 2005 war die Tendenz nach einem Höchststand von rd. 89.500 Einwohnern rückläufig; seit 2012 steigt die Einwohnerzahl wieder leicht.
Im Zeitraum 1988 bis 2018 stieg die Einwohnerzahl des Landkreises von 79.976 auf 90.909 um 10.933 Einwohner bzw. um 13,7 %.
Die nachfolgenden Zahlen beziehen sich auf den Gebietsstand vom 25. Mai 1987:
| Jahr      | 1840   | 1900   | 1939   | 1950   | 1961   | 1970   | 1987   | 1991   | 1995   | 2000   | 2005   | 2010   | 2015   | 2020   |
| Einwohner | 58.410 | 58.496 | 63.675 | 85.937 | 78.812 | 81.074 | 79.304 | 83.968 | 87.386 | 88.986 | 89.501 | 88.397 | 89.306 | 91.696 |

### Konfessionsstatistik
Gemäß dem Zensus 2011 waren 47,8 % der Einwohner römisch-katholisch 37,9 % evangelisch und 14,4 % waren konfessionslos, gehörten einer anderen Religionsgemeinschaft an oder machten keine Angabe. Der Anteil der evangelischen und katholischen Kirchenmitglieder an der Gesamtbevölkerung ist seitdem jährlich um 1 Prozentpunkt gesunken. Gemäß dem Zensus 2022 waren 39,1 % (35.370) der Einwohner katholisch, 31,8 % evangelisch, und 29,1 % waren konfessionslos, gehörten einer anderen Glaubensgemeinschaft an oder machten keine Angabe.
Laut Angaben des Bistum Würzburg waren mit Stand 31. Dezember 2024 30.220 Einwohner katholische Kirchenmitglieder des Bistums.

### Christentum
- Dekanat Kitzingen
- Evangelisch-Lutherisches Dekanat Kitzingen
- Evangelisch-Lutherisches Dekanat Castell
- Evangelisch-Lutherisches Dekanat Markt Einersheim
- Liste von Wallfahrtsorten im Landkreis Kitzingen

### Wüstungen
Auf dem Gebiet des Landkreises Kitzingen sind über 60 Wüstungsstellen zu identifizieren. Die Dörfer verschwanden zumeist während der spätmittelalterlichen Wüstungsperiode zwischen 1300 und 1525, die unter anderem von der Agrarkrise ausgelöst wurde. Insbesondere die späten Gründungen im Steigerwaldvorland und im Steigerwald selbst waren hiervon betroffen. Nachdem nochmals während des Dreißigjährigen Krieges Dörfer verlassen wurden, blieb der Siedlungsbestand relativ stabil. Lediglich Weiler und Einöden mit wenigen Einwohnern fielen noch wüst.

## Politik

### Kreistag
Der Kreistag besteht aus 60 Mitgliedern, die sich wie folgt auf die Parteien und Wählergruppen verteilen (Kreistagswahl 2020):
| Kreistagswahl 2020Wahlbeteiligung: 64,5 % (+1,6 %) %403020100 30,426,712,89,86,75,32,61,81,2 CSUFWGrüneSPDFW/FBWeAfDFDPÖDPUsWiBPGewinne und Verlusteim Vergleich zu 2014 %p 8 6 4 2 0 −2 −4 −6−5,8+2,4+6,3−4,7−0,2+5,3+0,6−1,4−2,2−0,6CSUFWGrüneSPDFW/FBWAfDFDPÖDPUsWBPAnmerkungen:e Freie Wähler/Freie Bürgerliche Wahlgemeinschaft e. V.i Unabhängige soziale Wählergruppe | Sitzverteilung im Kreistag Kitzingen seit 2020Insgesamt 60 Sitze - SPD: 6 - Grüne: 8 - ÖDP: 1 - UsW: 1 - FBW: 4 - FW: 16 - FDP: 2 - CSU: 18 - BP: 1 - AfD: 3 |

| Parteien und Wählergemeinschaften | Parteien und Wählergemeinschaften                        | 2020   | 2020   | 2014   | 2014   | 2008   | 2008   | 2002   | 2002   | 1996   | 1996   |
| Parteien und Wählergemeinschaften | Parteien und Wählergemeinschaften                        | %      | Sitze  | %      | Sitze  | %      | Sitze  | %      | Sitze  | %      | Sitze  |
| --------------------------------- | -------------------------------------------------------- | ------ | ------ | ------ | ------ | ------ | ------ | ------ | ------ | ------ | ------ |
| CSU                               | Christlich-Soziale Union in Bayern                       | 30,4   | 18     | 36,2   | 22     | 33,3   | 21     | 36,4   | 22     | 38,0   | 23     |
| FW                                | Freie Wähler Bayern                                      | 26,7   | 16     | 24,3   | 15     | 26,0   | 16     | 26,8   | 17     | 0–     | 0–     |
| Grüne                             | Grüne Bayern                                             | 12,8   | 08     | 6,5    | 04     | 5,1    | 03     | 3,4    | 02     | 5,6    | 03     |
| SPD                               | SPD Bayern                                               | 9,8    | 06     | 14,5   | 09     | 15,7   | 09     | 20,2   | 12     | 22,4   | 13     |
| FW/FBW                            | Freie Wähler/Freie Bürgerliche Wahlgemeinschaft e. V.    | 6,7    | 04     | 6,9    | 04     | 6,8    | 04     | 0–     | 0–     | 0–     | 0–     |
| AfD                               | AfD Bayern                                               | 5,3    | 03     | 0–     | 0–     | 0–     | 0–     | 0–     | 0–     | 0–     | 0–     |
| FDP                               | FDP Bayern                                               | 2,6    | 02     | 2,0    | 01     | 3,4    | 02     | 0–     | 0–     | 0–     | 0–     |
| ÖDP                               | Ökologisch–Demokratische Partei                          | 2,6    | 01     | 4,0    | 02     | 4,1    | 02     | 2,6    | 01     | 3,4    | 02     |
| UsW                               | Unabhängige soziale Wählergruppe                         | 1,8    | 01     | 3,8    | 02     | 5,6    | 03     | 3,9    | 02     | 0–     | 0–     |
| BP                                | Bayernpartei                                             | 1,2    | 01     | 1,8    | 01     | 0–     | 0–     | 0–     | 0–     | 0–     | 0–     |
| FBW                               | Freie Bürgerliche Wahlgemeinschaft e. V.                 | 0–     | 0–     | 0–     | 0–     | 0–     | 0–     | 4,9    | 03     | 4,2    | 02     |
| FDP/FB                            | FDP Bayern/Freie Bürger                                  | 0–     | 0–     | 0–     | 0–     | 0–     | 0–     | 1,9    | 01     | 3,3    | 02     |
| FW/FCW                            | Freie Wähler Bayern/Freie Christliche Wählergemeinschaft | 0–     | 0–     | 0–     | 0–     | 0–     | 0–     | 0–     | 0–     | 23,2   | 015    |
| gesamt                            | gesamt                                                   | 99,9   | 60     | 100,0  | 60     | 100,0  | 60     | 100,1  | 60     | 100,1  | 60     |
| Wahlbeteiligung                   | Wahlbeteiligung                                          | 64,5 % | 64,5 % | 62,9 % | 62,9 % | 66,0 % | 66,0 % | 68,9 % | 68,9 % | 72,4 % | 72,4 % |

### Bezirksamtmänner/-oberamtmänner (bis 1938), Landräte ab 1939
| Name            | Partei | Amtszeit  |
| Ferdinand Braun |        | 1918–1928 |
| Otto Muß        | NSDAP  | 1928–1938 |
| Reimund Rüth    | NSDAP  | 1939–1944 |
| Johann Oeder    |        | 1944–1945 |
| Adolf Pfeuffer  | CSU    | 1946–1948 |
| Oskar Schad     | CSU    | 1948–1970 |
| Rolf Bauer      | CSU    | 1970–1984 |
| Siegfried Naser | CSU    | 1984–2000 |
| Tamara Bischof  | FW     | seit 2000 |

### Wappen
| Wappen des Landkreises Kitzingen | Blasonierung: „In Blau unter goldenem Rebstück eine silberne Steinbrücke mit zwei Bögen; unter dem vorderen Bogen ein rotes Schildchen, darin drei silberne Spitzen, unter dem hinteren Bogen ein von Rot und Silber geviertes Schildchen.“ |
| Wappen des Landkreises Kitzingen | Wappenbegründung: Der heutige Landkreis Kitzingen besteht seit 1972 aus Teilen des ehemaligen Landkreises Kitzingen von 1955 und der Großen Kreisstadt Kitzingen sowie aus Teilen der ehemaligen Landkreise Gerolzhofen, Scheinfeld, Uffenheim und Bamberg. Die beiden kleinen Wappenschildchen weisen auf die wichtigsten Herrschaftsinhaber im Kreisgebiet bis 1803 hin, als das alte Reich zu Ende ging. Das vordere Schildchen zeigt das Wappen des Hochstifts Würzburg (den fränkischen Rechen). Ihm gehörte fast das ganz Kreisgebiet. Das hintere Schildchen mit der Vierung von Rot und Silber ist das Wappen der Grafen von Castell, die seit dem 11. Jahrhundert im Kreisgebiet belegt sind. Ihre Hauptniederlassungen, das Schloss Castell und Rüdenhausen liegen im Kreisgebiet. Die Vierung und die silbernen Spitzen sind dem Wappen des alten Landkreises Gerolzhofen entnommen. Die Spitzen waren sowohl im Wappen des alten Landkreises Gerolzhofen als auch in dem des alten Landkreises Scheinfeld enthalten. Die Brücke steht für die Stadt Kitzingen und das Rebstück weist auf die Bedeutung des Weinbaus im Kreisgebiet hin. Das Wappen wurde am 23. Oktober 1974 verliehen. |

|                                         | Altes Landkreiswappen |
| Altes Landkreiswappen von 1955 bis 1972 | Blasonierung: „Geteilt, oben gespalten, vorne geviert von Silber und Schwarz, hinten sechsmal gespalten von Silber und Blau, unten in Rot drei silberne Spitzen.“ |
| Altes Landkreiswappen von 1955 bis 1972 | Wappenbegründung: Die Vierung im oberen Schildteil ist das Wappen des Hauses Hohenzollern. Ein großer Teil des Landkreisgebiets war im Besitz der Markgrafen von Brandenburg-Ansbach, einer Nebenlinie der Brandenburger Hohenzollern. Das hintere Viertel enthält das Wappen der Grafen von Seinsheim, die ihre Burg und ihr Territorium im Kreisgebiet hatten. Im unteren Teil ist das Wappen (der fränkische Rechen) des Hochstifts Würzburg enthalten, das einen großen Teil des Landkreisgebiets besaß. Das Wappen wurde am 25. Februar 1955 verliehen. |

## Wirtschaft und Infrastruktur
Im Zukunftsatlas 2016 belegte der Landkreis Platz 148 von 402 Landkreisen, Kommunalverbänden und kreisfreien Städten in Deutschland und zählt damit zu den Regionen mit „ausgeglichenem Chancen-Risiko Mix“.

### Weinbau

#### Strukturen
| Gemeinde         | Fläche (in Hektar) |
| Volkach          | 627,2              |
| Nordheim am Main | 319,0              |
| Iphofen          | 299,3              |
| Dettelbach       | 236,0              |
| Sommerach        | 232,2              |
| Sulzfeld am Main | 158,7              |
| Rödelsee         | 106,9              |

Die Bezeichnung „Weinlandkreis“, die auf Hinweistafeln an den Landkreisgrenzen angebracht wurde, ist nicht nur Werbung, um Touristen anzuziehen, sondern verweist auf die lange Weinbautradition im Kitzinger Land. Von den 31 Gemeinden auf seinem Gebiet betreiben heute 27 in unterschiedlichem Umfang Weinbau, insgesamt etwa 50 Ortsteile besitzen Weinbergsflächen in ihren Gemarkungen (Stand 2017). Mit einer Fläche von über 2.000 Hektar (1984: 2.320 ha, 1993: 2.050 ha) vereint der Landkreis die größte Anbaufläche des Weinbaugebietes Franken.
Allerdings sind nicht alle Gebiete gleichmäßig mit Reben bestockt. Wiederum spielt für den Weinbau die naturräumliche Grundausstattung eine entscheidende Rolle. Weinbau wird im Kitzinger Land (von West nach Ost) auf den Gäuflächen, im Mittleren Maintal, im Steigerwaldvorland und im Ifftalbereich betrieben, lediglich auf den Höhenlagen des Steigerwalds sind keine Reben zu finden. Die südlichste weinbautreibende Gemeinde ist Martinsheim, im Norden sind noch Weinberge in der Gemarkung von Gaibach zu finden. Im Osten bildet der Steigerwaldanstieg die Grenze, die Rebflächen reihen sich entlang der Linie Kirchschönbach im Norden, über Abtswind und Castell, bis Possenheim im Süden auf.

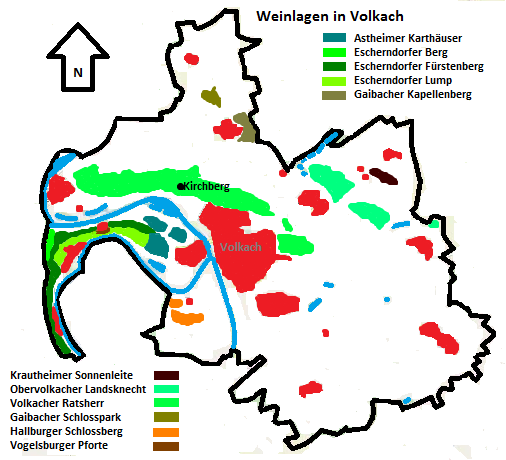
Karte der Weinlagen um Volkach

Im Zuge des Weingesetzes von 1971 wurde das Anbaugebiet Franken in sogenannte Bereiche gegliedert, die Weine von gleichartiger Geschmacksprägung hervorbringen sollten. Der Landkreis hatte Anteil am Bereich Maindreieck und dem Bereich Steigerwald. Eine umfassende Neukonzeption dieser Bereiche im Jahr 2017 führte zu einer größeren Aufspaltung der Weingebiete. In insgesamt fünf Bereichen liegen heute die Lagen im Kitzinger Land. Es sind dies (von Norden nach Süden): Volkacher Mainschleife um Volkach, Weinpanorama Steigerwald um Prichsenstadt, Schwanberger Land um Abtswind, Castell und Iphofen, MainSüden um Kitzingen und Weinparadies um Hüttenheim.
Zentrum des Weinbaus im Landkreis ist die Volkacher Mainschleife um die gleichnamige Gemeinde, auf deren Gebiet mit über 600 ha auch die größte Weinfläche des Anbaugebietes zu finden ist. Der Wein wächst hier, wie überall im Maintal, auf Muschelkalkböden. Die hohen durchschnittlichen Jahrestemperaturen ermöglichen den Weinbau in dieser Region. Um Volkach entstanden reine Weinbaugemeinden, die jahrhundertelang vom Ertrag der jährlichen Ernte und der Qualität der angebauten Weine abhängig waren. Weiter mainabwärts sind die klimatischen Bedingungen schlechter, sodass neben dem Weinbau auch Ackerbau betrieben wird.
Eine weitere wichtige Weinstadt ist das im Steigerwaldvorland gelegene Iphofen. Hier wachsen die Reben auf Letten- bzw. Gipskeuperflächen. Entlang den West- und Südhängen des Steigerwaldanstiegs reihen sich die Rebflächen, insbesondere der Schwanberg ist um seinen Bergsockel mit Weinbergen besetzt. Mit Kitzingen ist eines der historischen Zentren des Weinhandels im Kreisgebiet zu verorten. Hier und in den anderen Marktorten setzte man die angebauten Produkte um.

#### Weinkultur
Der Weinbau hat eine sehr lange Tradition und geht bereits auf die fränkische Kolonisation im 7. Jahrhundert zurück. In vielen frühmittelalterlichen Urkunden mit Bezug zu Gemeinden im Landkreis werden schon Weinberge genannt. So tauchen bei der Ersterwähnung von Volkach 906 „vinetis campis“, Weinberge, auf. Einzelne Weinlagen nannten erst spätmittelalterlicher Diplome. Die Rödelseer „Swanliten“ (Schwanleite) wurde 1295 erstmals genannt. Während des Mittelalters betrieben auch Orte Weinbau für die Eigenversorgung, die heute keinen Wein mehr anbauen. Insgesamt waren über 18.000 ha Fläche im Landkreis mit Reben bestockt. Die Klöster trieben die Professionalisierung des Weinanbaus voran.

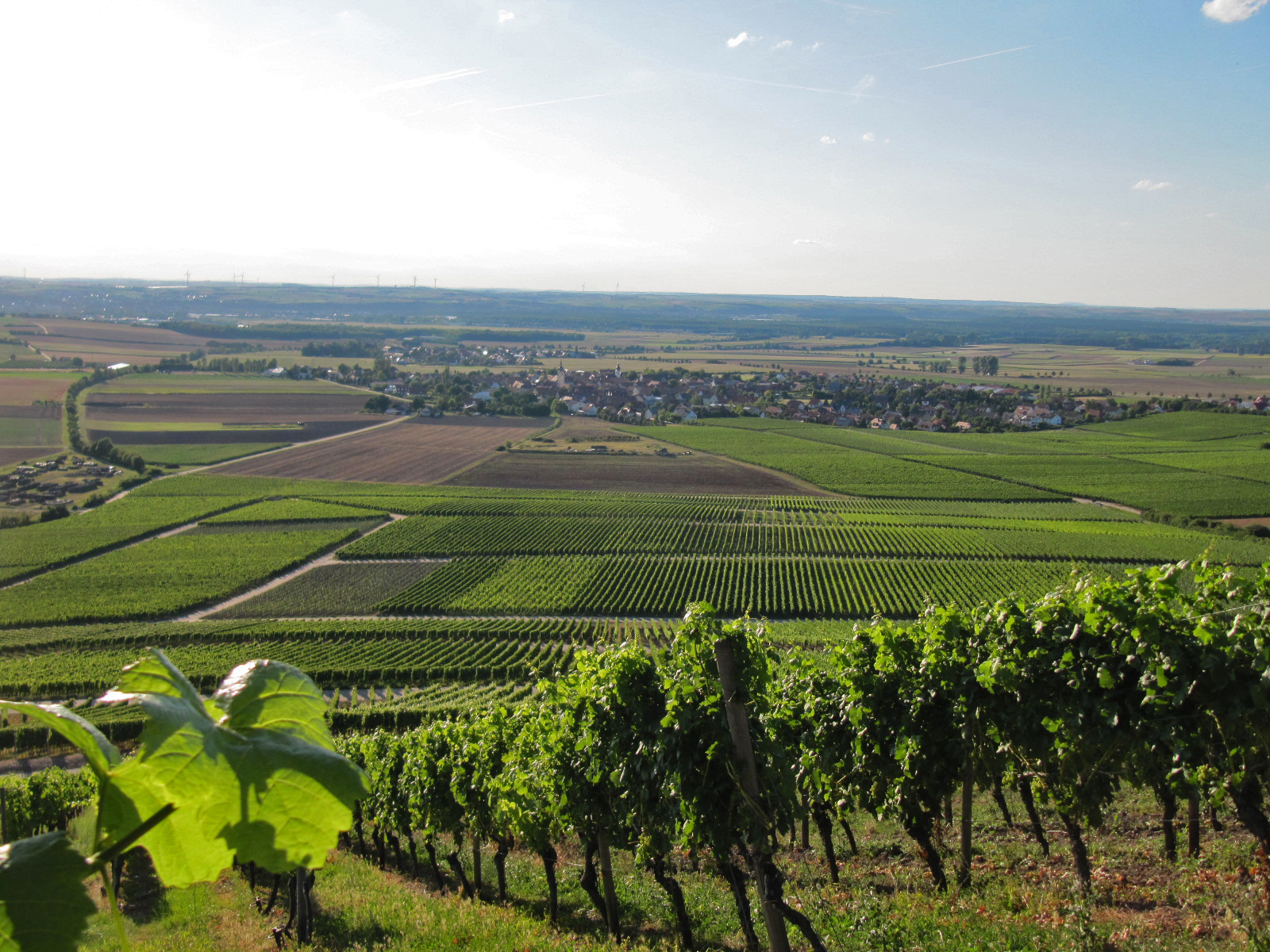
Flurbereinigte Weinberge um Rödelsee

Die mittelalterliche und frühneuzeitliche Weinwirtschaft erlebte durch die Säkularisation und die Mediatisierung zu Beginn des 19. Jahrhunderts einen umfassenden Niedergang. Die Klöster fielen als Weinbauspezialisten und als wichtige Absatzmärkte weg, zugleich trat das Bier seinen Siegeszug auch in Mainfranken an. In der zweiten Hälfte des Jahrhunderts breiteten sich die Reblaus und andere Rebschädlinge im Landkreis aus, sodass bald viele Lagen komplett aufgegeben werden mussten. Nach dem Zweiten Weltkrieg war die Weinbaufläche auf unter 1.800 ha gesunken.
Durch ein Bündel an Maßnahmen gelang es, das Weinanbaugebiet wieder zu stabilisieren. Die Winzer begannen sich selbst zu organisieren und zu Genossenschaften zusammenzuschließen, um hier Fachwissen zu erhöhen und die Kosten zu minimieren. Die erste Weingenossenschaft im Anbaugebiet Franken wurde 1901 in Sommerach gegründet, es folgten weitere Gründungen. Mit der Gebietsgenossenschaft Franken entstand eine Art Dachorganisation, die zunächst in Iphofen ihren Sitz hatte. Heute firmiert diese Genossenschaft unter dem Namen Winzergemeinschaft Franken und hat ihren Sitz im Kitzinger Stadtteil Repperndorf.

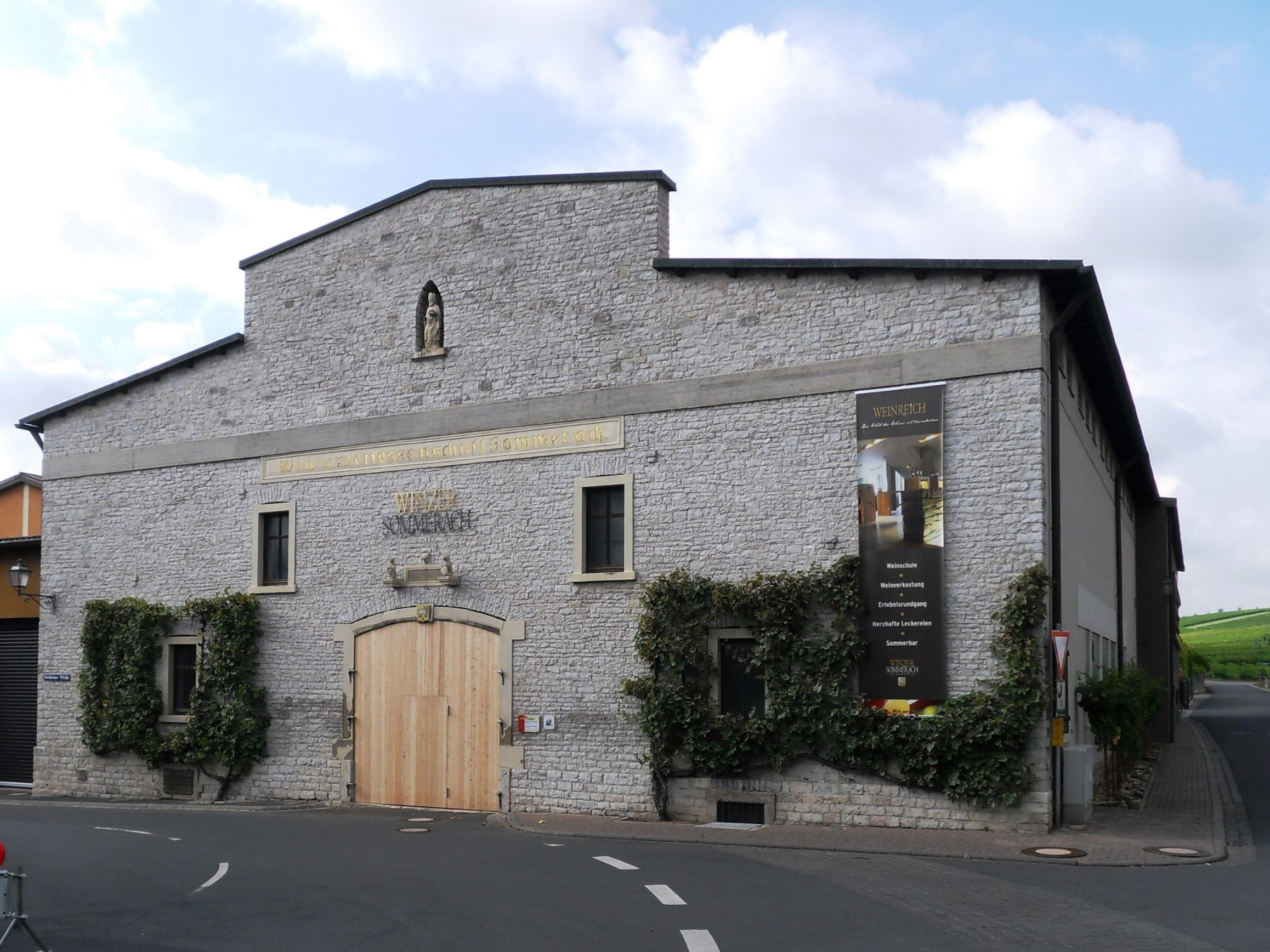
Das Stammhaus der Winzergenossenschaft Sommerach

Ebenso elementar wie die Genossenschaften war die Flurbereinigung für das Wiedererstarken des Weinbaus. Bereits vor dem Zweiten Weltkrieg wandelten mehrere Weinbaugemeinden, darunter Volkach und Iphofen, ihre von der jahrhundertealten Praxis der Realteilung zersplitterten Gemarkungen in Großflächenareale um. Gezielt entwickelte sich eine spezielle Weinbergsflurbereinigung ab den 1950er Jahren. Die Flurbereinigung führte zwar zu einer Steigerung der Erträge, förderte aber auch die Verarmung der Landschaft durch riesige Monokulturflächen.
Gleichzeitig setzte ab den 1970er Jahren eine von den neuentstandenen Großgemeinden getragene, zentralere Vermarktung des Weines ein, die sich in der Errichtung gemeindeeigener Vinotheken und Weinlehrpfade niederschlug. Dies führte zu einer starken Professionalisierung auch selbstvermarktender Winzer, die nicht in einer Genossenschaft organisiert sind. Bedeutende Weingüter erhalten heute Preise, Verbände kümmern sich um Vermarktungsstrategien. So sind insgesamt zwölf Weingüter im Landkreis Kitzingen im Verband Deutscher Prädikatsweingüter (VDP) organisiert, mit Abstand die meisten in einem Landkreis. In Escherndorf haben allein vier Prädikatswinzer ihren Sitz. Der VDP klassifizierte auch diese neun Lagen im Landkreis: Astheimer Karthäuser, Casteller Schlossberg, Escherndorfer Lump, Hallburger Schlossberg, Iphöfer Julius-Echter-Berg, Iphöfer Kronsberg, Rödelseer Küchenmeister, Sulzfelder Cyriakusberg und Volkacher Ratsherr.
Heute bilden die Weingüter lediglich einen Aspekt der vielfältigen Weinkultur im Landkreis Kitzingen. Hierzu zählen auch die Heckenwirtschaften, die insbesondere in den Sommermonaten auch in den kleinen Orten öffnen, um den selbst angebauten Wein auszuschenken. Sinnfälligster Ausdruck der Weinkultur sind allerdings die vielen Weinfeste, die sich nach dem Zweiten Weltkrieg etablierten. Größtes Weinfest im Landkreis ist das Fränkische Weinfest in Volkach, bedeutend sind auch die Feste in Rödelsee, Castell und Kitzingen. Für die Repräsentation des örtlichen Weins wählt man in vielen Weinorten heute eine Weinprinzessin (oder einen Weinprinzen).

### Kliniken

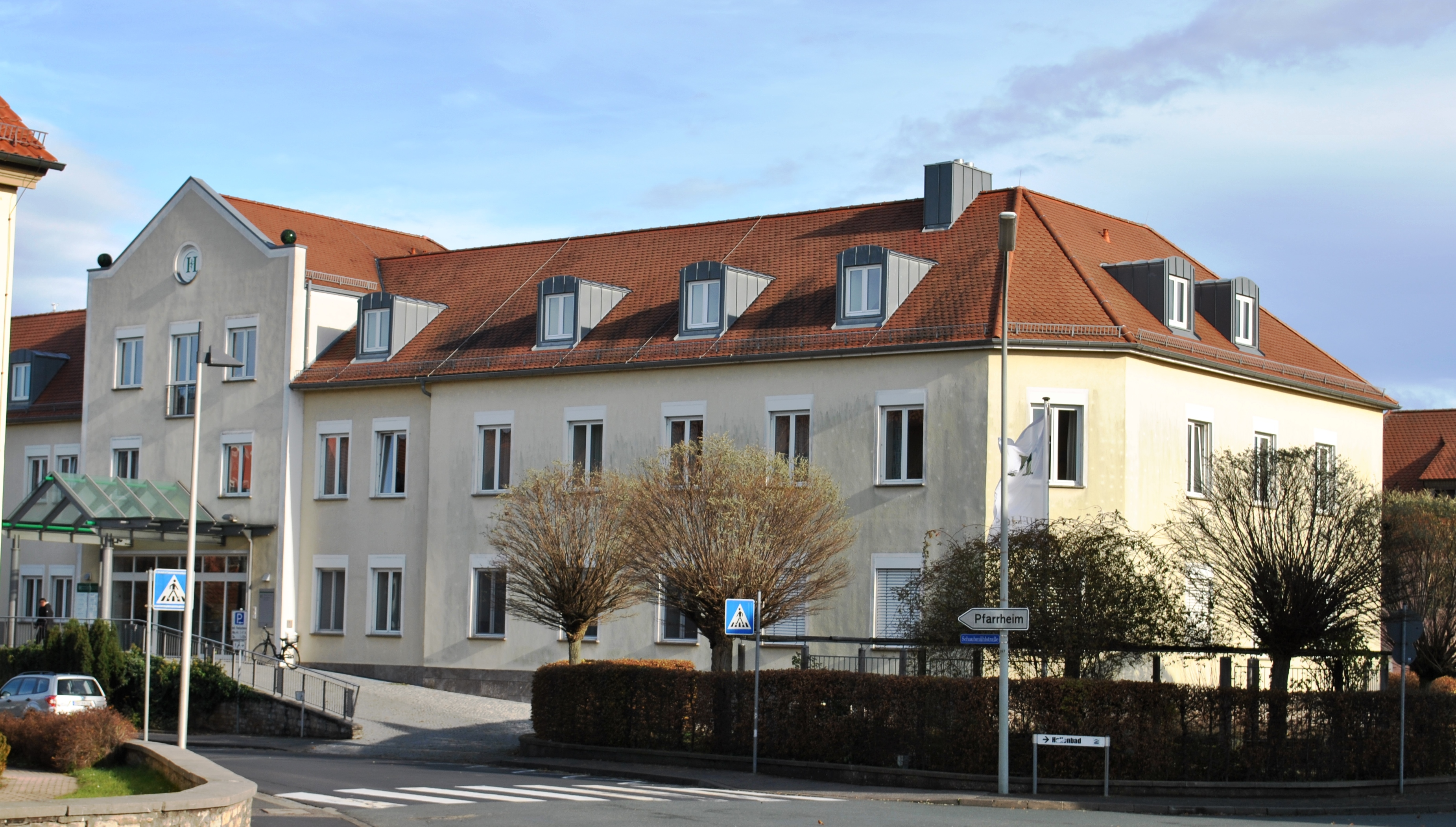
Das kleinere der beiden Krankenhäuser im Landkreis: Die Helios Klinik Volkach

Im Landkreis Kitzingen bestehen seit den 1990er Jahren nur noch zwei Kliniken in Kitzingen und Volkach, die die medizinische Grundversorgung der Bevölkerung sicherstellen und im bayerischen Krankenhausplan aufgeführt sind. Zuvor gab es weitere Häuser in Dettelbach, Iphofen und Marktbreit.
- Klinik Kitzinger Land, Kreiskrankenhaus mit 206 Betten, mehrere Fachgebiete (darunter Innere Medizin, Chirurgie, Frauenheilkunde), angeschlossenes Facharztzentrum als Medizinisches Versorgungszentrum (MVZ)
- Helios Klinik Volkach, privates Krankenhaus mit 32 Betten, Fachgebiet Chirurgie, angeschlossenes Facharztzentrum als MVZ.

### Verkehr

#### Bahnstrecken
Die Bayerischen Staatseisenbahnen eröffneten hier zwei von Würzburg ausgehende Hauptstrecken:
- 1864 über Marktbreit in Richtung Ansbach (Bahnstrecke Treuchtlingen–Würzburg) und
- 1865 über Kitzingen in Richtung Nürnberg (Bahnstrecke Fürth–Würzburg).

Dazu kamen Jahrzehnte später drei Lokalbahnen mit einer Gesamtlänge von 36 km:
- 1893 konnte man von Kitzingen aus nach Gerolzhofen und Schweinfurt fahren (Bahnstrecke Schweinfurt-Kitzingen),
- 1900 erhielt die Stadt Dettelbach eine Verbindung zur Hauptbahn (Bahnstrecke Dettelbach Bahnhof–Dettelbach Stadt), und
- 1909 wurde die Stadt Volkach an die Strecke Würzburg–Schweinfurt (Mainschleifenbahn) angebunden.

Nachdem der Personenverkehr auf diesen Nebenstrecken eingestellt worden war (1960: Dettelbach Bahnhof–Dettelbach Stadt 6 km, 1968: Seligenstadt–Escherndorf–Volkach 5 km, 1981: Kitzingen–Gerolzhofen–Schweinfurt 25 km) blieb dieser nur auf den Hauptbahnen (41 km) erhalten.
Auf der Mainschleifenbahn von Seligenstadt bis Astheim fahren Schienenbusse als Museumsbahn. Über die Reaktivierung der Mainschleifenbahn und der Steigerwaldbahn zwischen Kitzingen und Schweinfurt für den regulären Personenverkehr entbrannte eine Diskussion, die auch politisch ausgetragen wird.

#### Straßenverkehr
Der Straßenverkehr bildet das Rückgrat der Verkehrserschließung des Landkreises. Alle Straßentypen sind im Landkreis vertreten. Wichtigster Verkehrsknotenpunkt ist das Autobahnkreuz Biebelried auf dem Gebiet der gleichnamigen Gemeinde nordwestlich von Kitzingen. Die eher nachrangigen Staatsstraßen bilden im Kreisgebiet noch heute wichtige Verbindungsstraßen, die auf historischen Trassen verlaufen.
- (A 3, A 7) verläuft im äußersten Westen des Landkreises (Biebelried) als Bundesautobahn 3, weiter in südlicher Richtung als Bundesautobahn 7.
- (A 7, A 3) verläuft im nordwestlichen Landkreis als Bundesautobahn 7, durchschneidet den Landkreis in Richtung Osten als Bundesautobahn 3.
- verläuft von Würzburg her kommend in östlicher Richtung durch die Mitte des Landkreises.
- verläuft von Schweinfurt-Würzburg/Estenfeld her kommend in südlicher Richtung durch den äußersten Westen des Landkreises.
- verläuft von Würzburg her kommend durch Kitzingen (als Hindenburgring bzw. Mainbernheimer Straße) in südöstlicher Richtung durch Mainbernheim, vorbei an Iphofen (Erschließung der Gipswerke Knauf) und Markt Einersheim.
- beginnt in Kitzingen (Autobahnausfahrt Kitzingen/Schwarzach) und verläuft in nordöstlicher Richtung vorbei an Stadtschwarzach, durch Neuses am Sand, in Richtung Oberschwarzach/Landkreis Schweinfurt durch den nördlichen Landkreis.
- verläuft von Schweinfurt/Gerolzhofen her kommend durch die Gemeinde Prichsenstadt (Neuses am Sand), Wiesentheid, Rüdenhausen und Castell im östlichen Landkreis.
- St 2271 verläuft von Kolitzheim her kommend in südlicher Richtung durch Volkach, Schwarzach, Kitzingen, Marktsteft und Marktbreit entlang des Maines im westlichen Landkreis.
- St 2450 zweigt von der Bundesstraße 8 ab und verläuft an Dettelbach vorbei in Richtung Schwarzach/Steigerwald.

#### Nahverkehr
Nach dem Bahnhof Iphofen im Dezember 2006 wurde im Dezember 2007 auch der Bahnhof Kitzingen in den Verkehrsverbund Großraum Nürnberg (VGN) aufgenommen. Bis zum 31. Januar 2009 existierte mit der Kitzinger Nahverkehrsgemeinschaft ein landkreisweiter Verkehrsverbund, der am 1. Februar 2009 zunächst durch den Verkehrsverbund Mainfranken abgelöst wurde. Seit 1. Januar 2025 ist der Landkreis Teil des Tarifgebietes dessen Nachfolger, des Nahverkehr Mainfranken.

#### Mainfähren
Von den ursprünglich 13 Fährverbindungen über den Main im Landkreis Kitzingen bestehen noch vier. Die Fährorte entwickelten sich aus alten Furten, über die man leichter über den Fluss kam. Zunächst wurden die Fähren als Einzelunternehmungen betrieben. Später konnten die Dorfherren ihren Einfluss erhöhen und entschieden über Tarife und Fahrzeiten.
Mit der Mediatisierung kamen die Fähren zumeist ins Eigentum der Gemeinden. Noch während der ersten Hälfte des 19. Jahrhunderts konnten die Mainfähren ihre Bedeutung für den Verkehr behaupten. Erst mit dem Ausbau der sogenannten Distriktstraßen, die parallel zum Fluss verliefen, und dem Aufkommen des Automobils in der ersten Hälfte des 20. Jahrhunderts wurden die Fähren zum Verlustgeschäft. Deshalb wurden viele Fähren in den 1950er Jahren aufgegeben.
Gegenwärtig bestehen noch folgende Mainfähren im Landkreis Kitzingen:
- Mainfähre Mainstockheim
- Mainfähre Mainsondheim
- Mainfähre Nordheim am Main
- Mainfähre Fahr

## Schutzgebiete
Im Landkreis gibt es 15 Naturschutzgebiete, drei Landschaftsschutzgebiete und 19 Geotope und zehn ausgewiesene FFH-Gebiete. (Stand August 2016)
Siehe auch:
- Liste der Naturschutzgebiete im Landkreis Kitzingen
- Liste der Landschaftsschutzgebiete im Landkreis Kitzingen
- Liste der FFH-Gebiete im Landkreis Kitzingen
- Liste der Geotope im Landkreis Kitzingen
- Liste der Naturdenkmäler im Landkreis Kitzingen

## Kultur und Sehenswürdigkeiten

### Ortsbilder und Ensembles
Im Landkreis Kitzingen haben sich eine Vielzahl an historischen Ortsbildern erhalten. Besonders hervorzuheben ist hier das Maintal, wo bereits im Mittelalter höhere Bevölkerungszahlen siedelten, als im Steigerwald und seinem Vorland. Die wirtschaftlich stärksten Orte erhielten eine Ummauerung und stiegen während des Hoch- und Spätmittelalters zu Städten auf. Zumeist haben sie sich noch heute ihr charakteristisches Erscheinungsbild bewahrt.
Von Nord nach Süd sind fünf Städte entlang des Mainlaufs zu identifizieren. Volkach als Zweitorestadt wird von seinen hohen Türmen beherrscht. Besonders stadtbildprägend sind der Obere Torturm und der charakteristische, achteckige Aufsatz der Stadtpfarrkirche St. Bartholomäus und St. Georg. Das Rathaus mit dem steilen Satteldach und der vorgesetzten, doppelläufigen Freitreppe kann als typisch mainfränkisch bezeichnet werden. So ähnelt auch das Rathaus von Dettelbach seinem Volkacher Pendant. Dettelbach selbst präsentiert sich verwinkelter, die Stadtmauer ist von den vielen, kleineren Türmen geprägt, die teilweise noch heute bewohnt sind. → siehe auch: Altstadt (Volkach) und Altstadt (Dettelbach)
Weiter im Süden bildet die Stadt Kitzingen den Mittelpunkt des Landkreises. Sie ist, anders als die anderen Mainstädte im Landkreis, bereits seit je her auf den Fluss hin ausgerichtet, was durch die Mainbrücke des 13. Jahrhunderts unterstrichen wird. Sie vermittelt heute zwischen der Kernstadt Kitzingen und der ehemaligen Vorstadt Etwashausen, die im 15. Jahrhundert in den Kitzinger Mauerring mit eingeschlossen wurde. Kitzingen erlitt während des Zweiten Weltkrieges einige Zerstörungen. Das Stadtbild wird aber noch heute vom Turm der katholischen Johanneskirche, der heute lutherischen Klosterkirche, dem Marktturm neben dem Rathaus und dem sogenannten Falterturm mit seiner schiefen Haube beherrscht. Aus dem 19. Jahrhundert stammt die ehemalige Synagoge mit ihren beiden, orientalisierenden Türmchen.
Sulzfeld am Main, ein Nachbarort Kitzingens und eigentlich keine Stadt, präsentiert sich dann wiederum wesentlich kleinstädtischer. Es wird vom mächtigen Langhaus der Kirche St. Sebastian beherrscht, die im Südwesten des Städtchens auf einem Hügel thront. Die beiden Tore zum Main hin waren für die Menschen wichtig, weil hier die Fähre ins gegenüberliegende Marktsteft zu finden war. Marktsteft selbst stieg erst 1819 zur Stadt auf und weist deshalb nicht die typischen, mittelalterlichen Kennzeichen auf. Hier ließen die Markgrafen von Brandenburg-Ansbach eine Art Planstadt anlegen, die bereits zu Beginn des 18. Jahrhunderts mit einem Hafen ausgestattet wurde. → siehe auch: Hafen Marktsteft und Ensemble Ortskern Marktsteft mit Hafensiedlung
Den Abschluss der Mainstädte bildet im äußersten Südwesten des Landkreises die Stadt Marktbreit. Marktbreit wurde ebenfalls erst 1819 zur Stadt ernannt, hatte aber bereits durch sein 1557 erhaltenes Marktrecht und der stetigen Förderung seiner Grundherrschaft ein städtisches Erscheinungsbild errichten können. Besonders erwähnenswert ist das Wertheimer Haus, das Malerwinkelhaus und das Renaissance-Rathaus des Baumeisters Hans Keesebrod. Bedeutsam ist auch die frühe Wirtschaftsarchitektur am Main, wie der Alte Kranen des 18. Jahrhunderts. → siehe auch: Altstadt (Marktbreit)

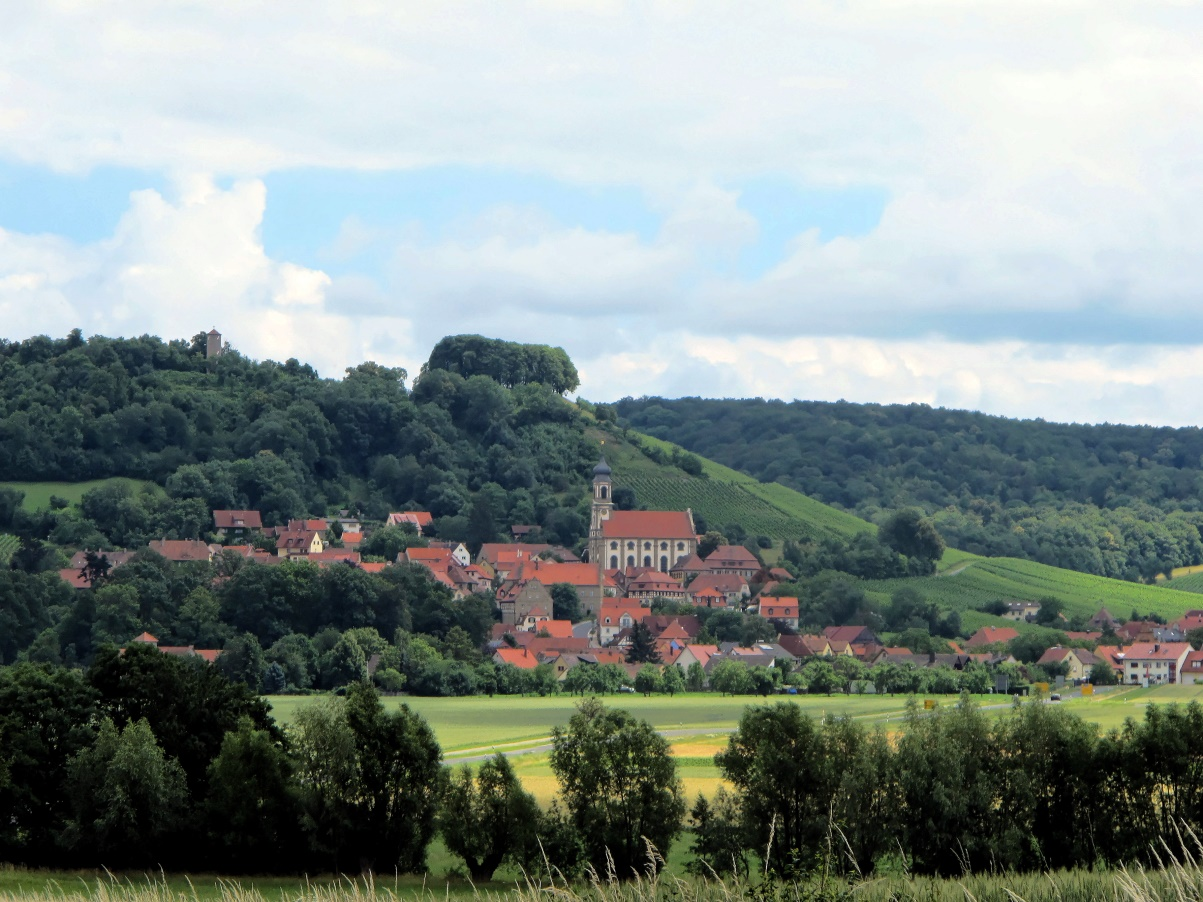
Castell vor dem Steigerwald

Während die Städte entlang des Maines heute große Touristenströme anziehen, haben es die Orte abseits des Flusses schwerer. Eine Ausnahme bildet Iphofen. Es war, ähnlich wie Volkach, lange Zeit eine Amtsstadt des Hochstifts Würzburg und behielt bis heute seine mittelalterliche Altstadt. In Iphofen haben sich die Vorwerke der Stadttore zumeist erhalten und unterstreichen den geschlossenen Charakter der Stadt. Daneben überragen die spitzen Kirchtürme der Stadtpfarrkirche St. Veit und der Wallfahrtskirche Hl. Blut die Häuser. → siehe auch: Altstadt (Iphofen)
Die konfessionelle Spaltung in der Frühen Neuzeit, verbunden mit der bereits seit dem Mittelalter vorhandenen herrschaftlichen Zersplitterung führte im Landkreis mehrfach zu benachbarten Orten mit ganz unterschiedlichen Erscheinungsbildern. Besonders reizvoll zeigt sich dieser Gegensatz bei den Orten Prichsenstadt-Wiesentheid. Während das überwiegend lutherische Prichsenstadt sich als mittelalterliche Kleinstadt mit mächtigen Stadttoren und einem hohen, trutzigen Kirchturm präsentiert, stellt sich die Lage im katholischen Wiesentheid anders dar. Hier saßen im 17. und 18. Jahrhundert die Grafen von Schönborn und wandelten den Ort in eine barocke Siedlung mit breiten Straßen und einem mächtigen Schloss im Mittelpunkt um. → siehe auch: Altstadt (Prichsenstadt) und Ensemble Schloss Wiesentheid
Kleinere Orte besitzen häufig noch heute geschlossene Ortsbilder. Besonders bemerkenswert ist hierbei das mehrfach ausgezeichnete Sommerach mit seiner Dorfmauer und den prächtigen Renaissance-Bauten im Kern. Ein Pendant im Steigerwaldvorland bildet der Ort Abtswind. Vom Klassizismus beeinflusst ist dagegen Castell, der Residenzort des gleichnamigen Geschlechts am Fuße des Steigerwaldes. Über dem Ort thront die Johanneskirche von Joseph Albert.

### Kirchen und Kapellen

#### Vor der Reformation

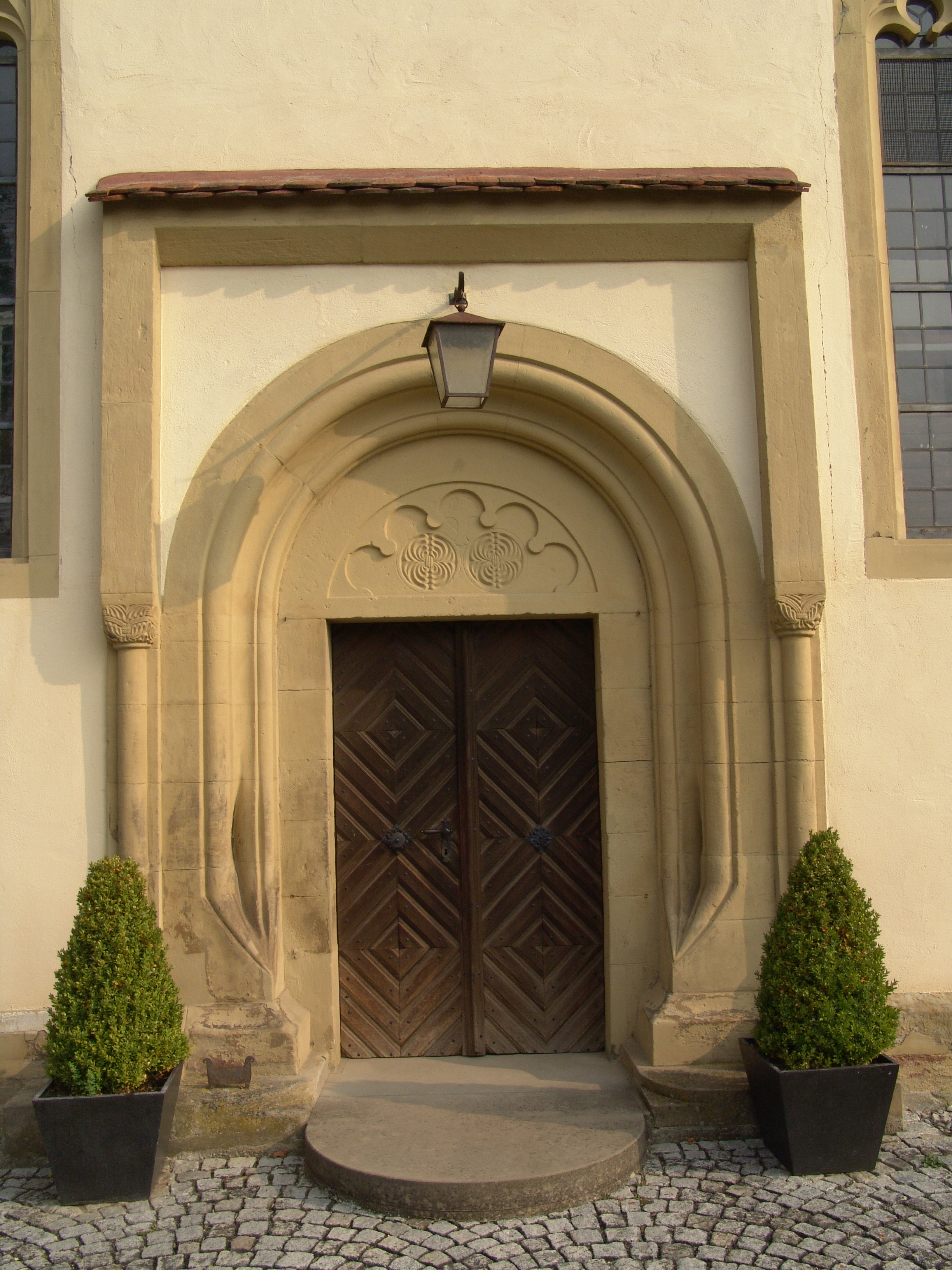
Das romanische Portal in Gnötzheim

Im Landkreis Kitzingen bestehen Kirchen und Kapellen aus jeder Epoche seit dem Mittelalter. Sie wurden in annähernd jedem Dorf des Kreises errichtet. Aus der Romanik haben sich allerdings nur wenige, greifbare Überreste in den Gotteshäusern erhalten. Aus der alten Klosterkirche der Abtei Münsterschwarzach, die bereits um 1023 errichtet worden war, wurde im Nachfolgebau ein Eckstein mit zwei Greifen als Spolie angebracht. Die gleiche Bildhauerwerkstatt war vielleicht auch für das sogenannte Dimbacher Kreuzigungsrelief verantwortlich, das als eine der ältesten, fränkischen Steinplastiken in der Dorfkirche des ehemaligen Klosterortes Aufstellung fand. Das Säulenportal der Gnötzheimer Johanneskirche aus dem 12. Jahrhundert greift ebenfalls die Formen der Romanik auf. 
Weit häufiger sind dagegen Gotteshäuser der Gotik im Kreisgebiet zu finden. Im Hoch- und Spätmittelalter entstanden viele Kirchen neu, sodass sich die großen Stadtkirchen von Iphofen (1414–1612), Kitzingen (1402–um 1460) und Volkach (1413–1544) außen noch heute weitgehend geschlossen gotisch präsentieren. Im Inneren ist dagegen oft eine Stilmischung zu finden, weil in späteren Jahrhunderten neue Modetrends die alte („altfränkische“) Ausstattung ersetzen ließen. Da die Kitzinger Stadtpfarrkirche bereits im 15. Jahrhundert vollendet war und sowohl außen als auch innen später nur wenige Änderungen erfuhr, ist an ihr die (spät)gotische Epoche insgesamt am besten abzulesen. Besonders der reiche plastische Schmuck der Portale findet im gesamten Kreisgebiet nicht seinesgleichen.

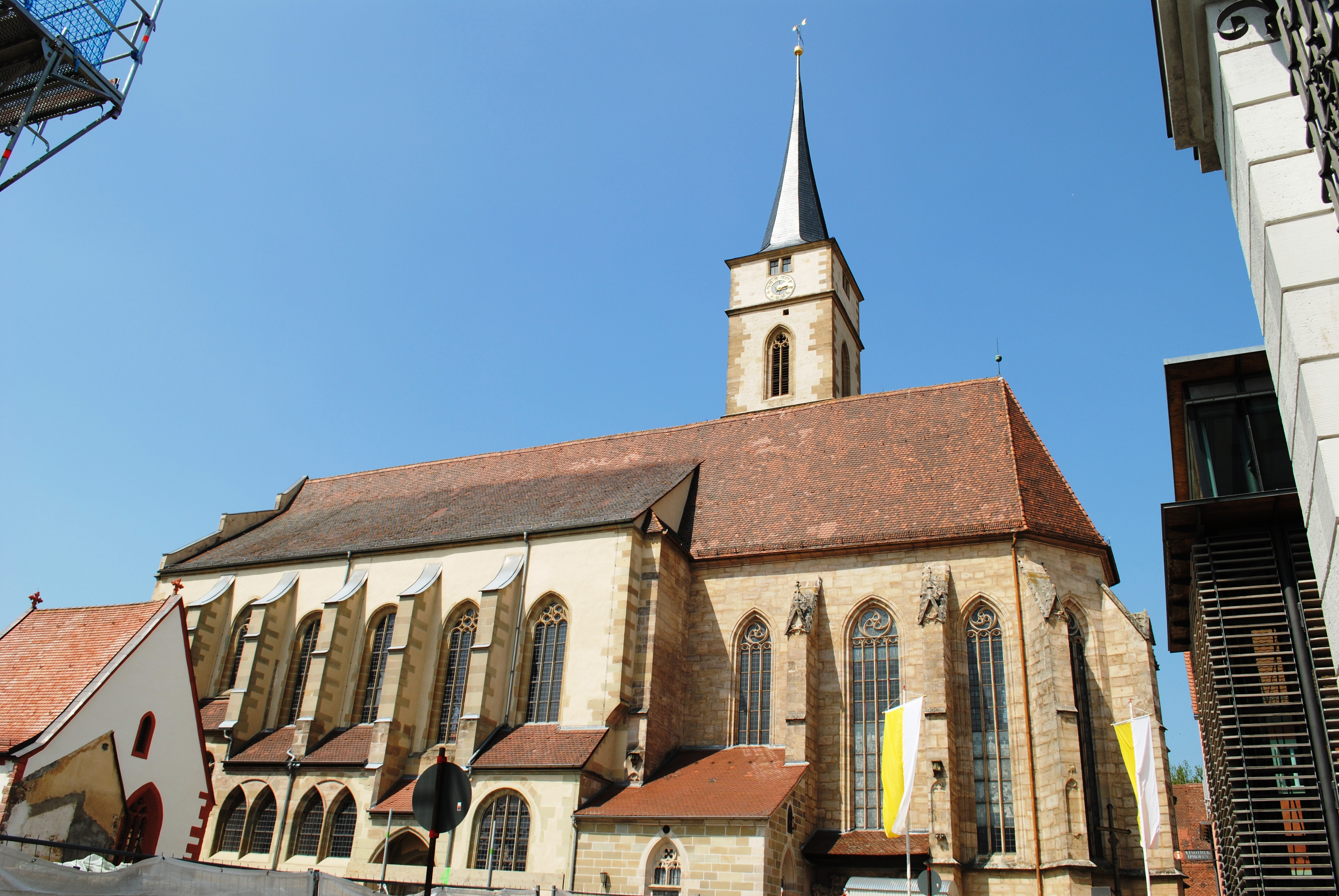
Die Veitskirche Iphofen mit der Michaelskapelle

Iphofen mit seiner Stadtkirche St. Veit und der benachbarten Michaelskapelle ist ein typisch gotisches Ensemble. Die Michaelskapelle wurde um 1380 als Beinhaus unmittelbar neben der Kirche errichtet. Hier sind auch heute wieder die Gebeine von Verstorbenen zu sehen, was die Kapelle zu einem Unikat im Landkreis macht. St. Veit, erbaut als dreischiffige Basilika mit hohem Turm, birgt in ihrem Inneren mehrere gotische Figuren von Heiligen, die teilweise Tilman Riemenschneider oder seiner Werkstatt zuzuordnen sind. Auch in St. Jakobus-Großlangheim finden sich viele solcher Figuren. Bedeutendstes Kunstwerk aus der Hand Riemenschneiders ist allerdings die Rosenkranz-Madonna in der Volkacher Kirche Maria im Weingarten.
Typische Ausstattungsstücke der Gotik sind außerdem die reich geschmückten Flügelaltäre. Anders als im angrenzenden Regierungsbezirk Mittelfranken haben sich im Kreisgebiet lediglich zwei dieser Altäre komplett erhalten. Beide befinden sich in heute lutherischen Gotteshäusern in Abtswind und Füttersee. Beide wurden, zumindest zeitweise, der Schule Michael Wolgemuts zugerechnet. In der Kitzinger Stadtpfarrkirche befinden sich zudem die Relikte eines mittelalterlichen Flügelaltars. Über das Kreisgebiet verteilt sind auch die gotischen Sakramentshäuser zur Aufbewahrung des Allerheiligsten. In der Johanneskirche in Kitzingen und der Sebastianskirche in Reupelsdorf haben sich zwei besonders wertvolle dieser Häuschen erhalten.

#### Nach der Reformation
Als größter kulturhistorischer Einschnitt in der Geschichte des Landkreises kann die Reformation zu Beginn des 16. Jahrhunderts gelten. Sie hat ihre Spuren bis heute in und an den Gotteshäusern hinterlassen. Die lutherischen Dorf- und Stadtherren nutzten zwar die überkommenen Kirchengebäude weiter, begannen aber bald die Ausstattung zu verändern. Mit der Gegenreformation, die im Kreisgebiet vor allem von den Fürstbischöfen von Würzburg gefördert wurde, erhielten die Kirchen auch äußerlich Merkmale der jeweiligen Konfession.
Besonders zeigt sich diese Abgrenzung zwischen katholischen und evangelischen Kirchen entlang der Volkacher Mainschleife. In Escherndorf, Fahr, Nordheim am Main und Sommerach setzte man den katholischen Kirchen die sogenannten Echter-Helme mit ihren typischen Spitzen auf. Sie symbolisierten die Rückgewinnung der Region für den katholischen Glauben. Die Kirchen, zum Beispiel St. Johannes-Escherndorf, wurden nach einheitlichen Plänen im Stil der Nachgotik neu erbaut.
Nach dem Dreißigjährigen Krieg kam es zu einer Einigung zwischen den Konfessionen, aus der hervorging, dass einige Dörfer in einen evangelisch-lutherischen und einen römisch-katholischen Bevölkerungsanteil gespalten blieben. Hier regelten Übereinkommen die Errichtungen sogenannter Simultanea zur Benutzung der Kirchen durch beide Konfessionen. Bis heute bestehen in Kaltensondheim, Schernau und Markt Herrnsheim noch solche Simultankirchen, was den Landkreis, zusammen mit der Pfalz und dem Landkreis Amberg zu einem Zentrum in Deutschland macht. In Dornheim, Neuses am Berg und Rödelsee erhielten die Konfessionen sogar jeweils eigene Gotteshäuser.
Am Ende des 17. Jahrhunderts hielt der pompöse Barock Einzug in den Kirchen im Landkreis. In Kitzingen selbst entstand bereits ab 1685 am Platz der alten Benediktinerinnen-Klosterkirche ein Neubau für die Ursulinen. Baumeister war der Italiener Antonio Petrini, der eine Vorreiterrolle für den Barock in Mainfranken hatte. Nach zwischenzeitlicher Profanierung ist die Klosterkirche heute das größte lutherische Gotteshaus in Unterfranken. Die Würzburger Bischöfe aus dem Hause Schönborn trieben die Barockisierung in ihrem Gebiet, insbesondere durch die Bauten Balthasar Neumanns, voran. Neumann baute die Kreuzkapelle (1741–1745) in Etwashausen die Dreifaltigkeitskirche (1743–1745) in Gaibach. Die von ihm errichtete Klosterkirche (1727–1743) von Münsterschwarzach wurde im 19. Jahrhundert abgerissen.
Nach den Plänen des Baumeisters entstand auch die Mauritiuskirche (1728–1732) in Wiesentheid. Sie ist allerdings vor allem für ihre Scheinarchitektur berühmt, die vom Maler Giovanni Francesco Marchini geschaffen wurde und eine einstürzende Halle zeigt. Ähnliches schuf Marchini auch für die Jakobskapelle in Wiesentheid, die Grablege der Herren von Schönborn. In Volkach erhielt die Stadtpfarrkirche St. Bartholomäus im Barock ihre heutige Ausstattung, die ebenfalls von bedeutenden Künstlern geschaffen wurde.

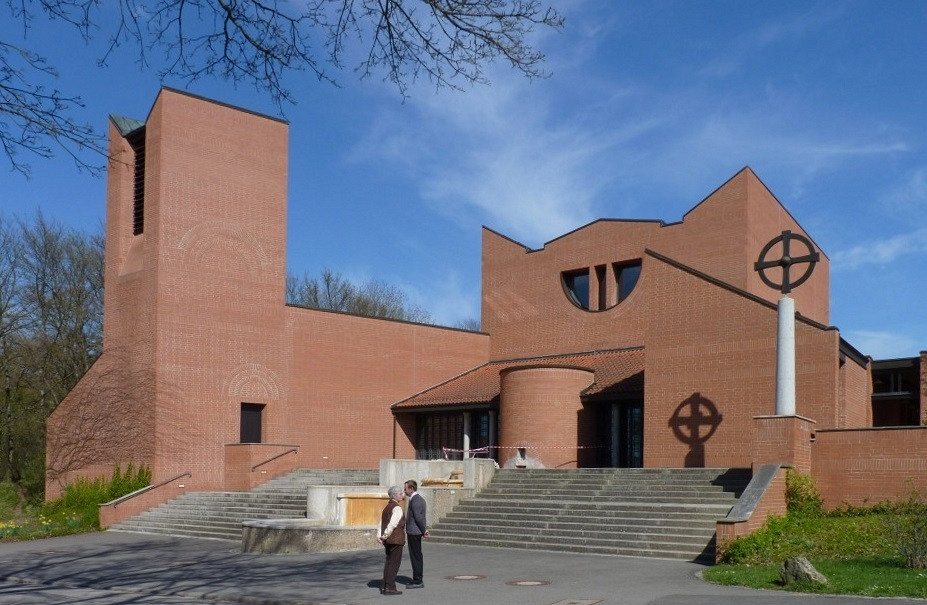
St. Michael auf dem Schwanberg

In den lutherischen Territorien verzichtete man im 18. Jahrhundert auf die prunkvolle Ausstattung der katholischen Pendants. Die Kirchen erhielten dagegen die schlichten Objekte in der Art des sogenannten Markgrafenstils. Vor allem der sogenannte Kanzelaltar und die umlaufenden Emporen wurden in den evangelischen Gotteshäusern angebracht und haben sich heute noch in vielen Kirchen im Landkreis erhalten, zum Beispiel in Prichsenstadt, Rüdenhausen und Mainbernheim. In Castell entstand mit St. Johannes eine der kunsthistorisch bedeutsamsten Kirchen und symbolisiert mit ihrem Kanzelaltar den Übergang zwischen Barock und Klassizismus. In Rehweiler hat sich die einzige Herrnhuter Saalkirche in Bayern erhalten.
Im 19. Jahrhundert entstanden im Kreisgebiet nur wenige Kirchen neu, die von Eduard Bürklein erbaute neoromanische Kirche von Enheim kann als typisches Beispiel genannt werden. Als heute noch bedeutende Vertreterin der sogenannten Heimatschutzbewegung der 1920er und 1930er Jahre gilt die Klosterkirche der Abtei Münsterschwarzach, die zwischen 1935 und 1938 als dreischiffige Vierturmanlage vom Architekten Albert Boßlet errichtet wurde.
Nach dem Weltkrieg entstanden in den rein evangelischen Orten durch die Vertriebenen auch kleine katholische Gemeinden, die vom Bistum Würzburg mit eigenen Gotteshäusern gefördert wurden. Kunsthistorisch besonders bedeutsam sind die Kirchen in Kitzingen-Siedlung (St. Vinzenz) und Kleinlangheim (St. Hedwig) von Hans Schädel. Auf lutherischer Seite ist St. Michael auf dem Schwanberg von Alexander von Branca zu nennen.

### Kirchenburgen

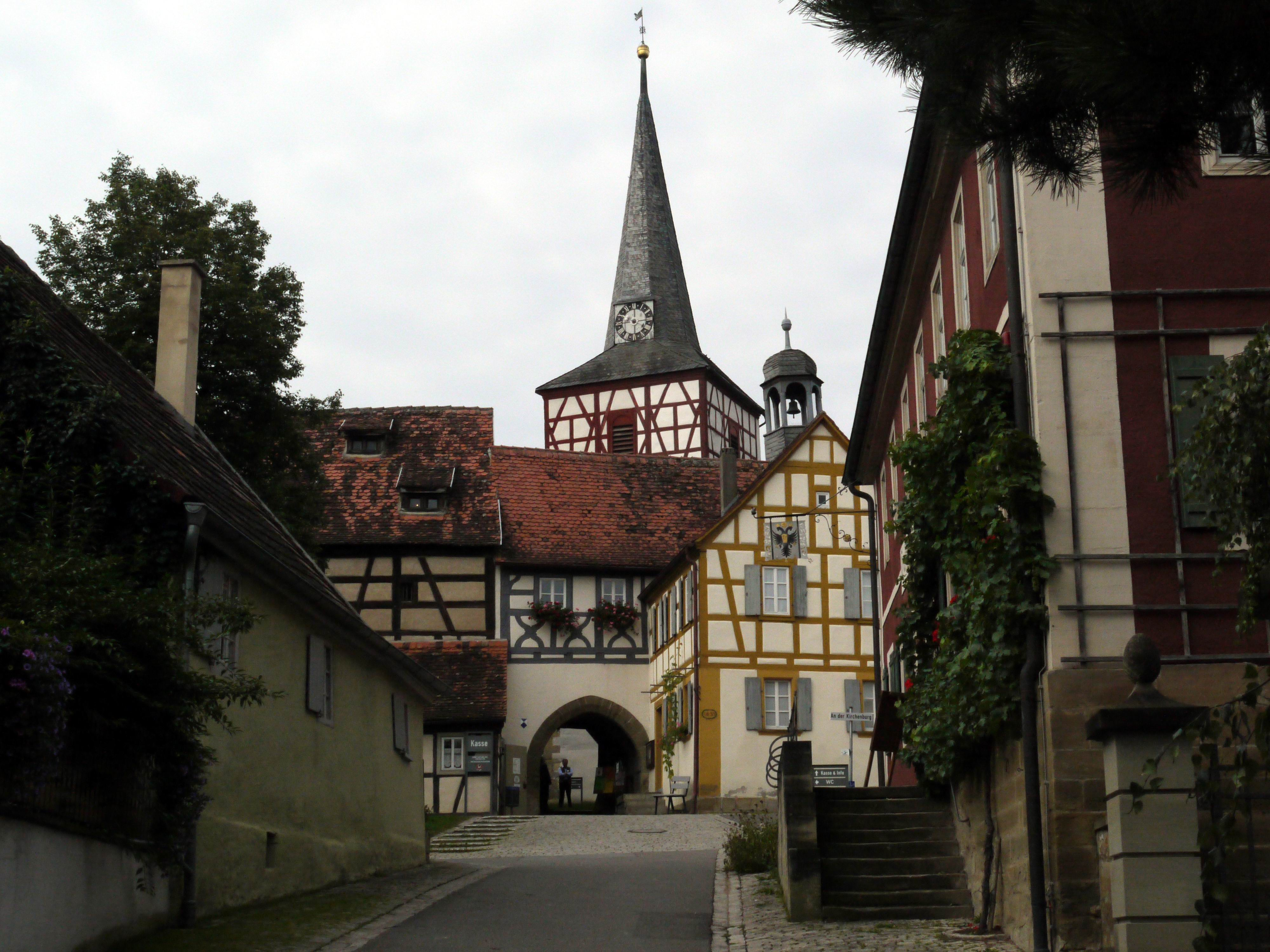
Tor der Kirchenburg Mönchsondheim

Mainfranken und damit auch der Landkreis Kitzingen ist ein Zentrum der sogenannten Kirchenburgen. Sie sind wohl auch auf die territoriale Zersplitterung während des Mittelalters zurückzuführen. Die Städte konnten Stadtmauern errichten, um ihre Bevölkerung vor möglichen Feinden zu schützen. Die finanzschwächeren Dörfer aber beschränkten sich auf einen Dorfgraben mit Hecken und Büschen, den sogenannten Dorfhaag. Zusätzlich errichtete man häufig um die Kirchhöfe die sogenannten Kirchenburgen und befestigte die Kirchen selbst als Wehrkirchen.
Im Landkreis Kitzingen können drei Typen dieser Kirchenburgen ausgemacht werden. Die einfachsten weisen lediglich eine Mauer um den Friedhof auf. Später errichtete man an den Mauern eingeschossige Vorratshäuser mit tiefen Kellern, die sogenannten Kirchgaden. So entstanden die Gadenkirchenburgen, die im Landkreis am häufigsten zu finden sind. Selten wurden dagegen Kirchenburgen mit Ecktürmen und Wehrgängen errichtet. Ursprünglich besaß fast jedes Dorf im Landkreis eine Kirchenburg, davon zeugen erhaltene Reste. Sechs Anlagen sind noch vollständig oder weitgehend erhalten. Die meisten Kirchenburgen finden sich südlich von Iphofen.
- Kirchenburg Markt Herrnsheim: Die Kirchenburg wird vom romanischen Turm der Kirche aus dem 12. Jahrhundert dominiert. Das Langhaus mit seinem Satteldach ragt über den Bau hinaus, die Wehrmauer um die Kirchenburg verhinderte eine Erweiterung der Kirche. Der Kirchhof ist annähernd rechteckig befestigt, an der Südseite wurde ein spitzbogiges Tor angebracht. Im Inneren prägen die typischen Kirchgaden die Anlage.
- Kirchenburg Hüttenheim: Die Kirchenburg befindet sich inmitten des Dorfes Hüttenheim. Sie ist leicht nach Nordwesten ausgerichtet und umfasst ein rechteckiges Areal mit der Pfarrkirche als Mittelpunkt. In Hüttenheim wird die Anlage ebenfalls vom romanischen Kirchturm beherrscht. Als typische Wehrkirche brachte man am Turm die kleinen Schlitzfenster des Hochmittelalters an. Das Tor zur Kirchenburg wurde im Jahr 1596 errichtet. Um die Burg gruppierten sich Rathaus, Gefängnis und Schule.
- Kirchenburg Kleinlangheim: Die Kleinlangheimer Kirchenburg weist eine besonders hohe Ummauerung auf, die zwischen dem 12. und dem 14. Jahrhundert errichtet wurde und stellenweise bis zu sechs Meter hoch ist. Früher war die Kirchenburg zusätzlich von einem tiefen Graben umgeben. Im Inneren sind ebenfalls die typischen Gaden zu finden. Ihre Keller waren getrennt und wurden in Friedenszeiten von verschiedenen Familien genutzt.
- Kirchenburg Markt Einersheim: Die Einersheimer Kirchenburg überragt das Dorf und wurde als quadratische Anlage auf einer Hügelnase erbaut. Das Rathaus wurde in die Kirchgaden mit einbezogen. Ältestes Element der Burg ist auch hier der Chorturm der Kirche aus dem 13. Jahrhundert. Ein Torturm entstand im Jahr 1414. In den Jahren 1734 und 1735 erneuerte man die Mauer der Anlage umfassend.
- Kirchenburg Marktsteft: Die Kirchenburg befindet sich inmitten des Marktstefter Ortskerns. Die Kirchenburg wurde wahrscheinlich bereits im 12. Jahrhundert errichtet. Die Kirchenburg umgibt die Kirche auf drei Seiten. Im Osten haben sich Mauerreste erhalten, im Süden verläuft die Ummauerung weiter. Im Westen befinden sich an der Innenmauer die ehemalige Lehrerwohnung und das alte Rathaus. Westlich erhebt sich der Stadtmusikantenturm, der heute den repräsentativsten Teil der Burg darstellt.
- Kirchenburg Mönchsondheim: Die Kirchenburg Mönchsondheim stellt eine Besonderheit im Bestand des Landkreises Kitzingen dar. Die Anlage ist heute der Mittelpunkt des Freilichtmuseums in Mönchsondheim. Die Kirche wurde im 15. Jahrhundert mit der heute noch bestehenden Burganlage umgeben. Fast alle Gaden sind zweigeschossig und unterscheiden sich damit bereits äußerlich von vergleichbaren Anlagen.

### Historische Rathäuser

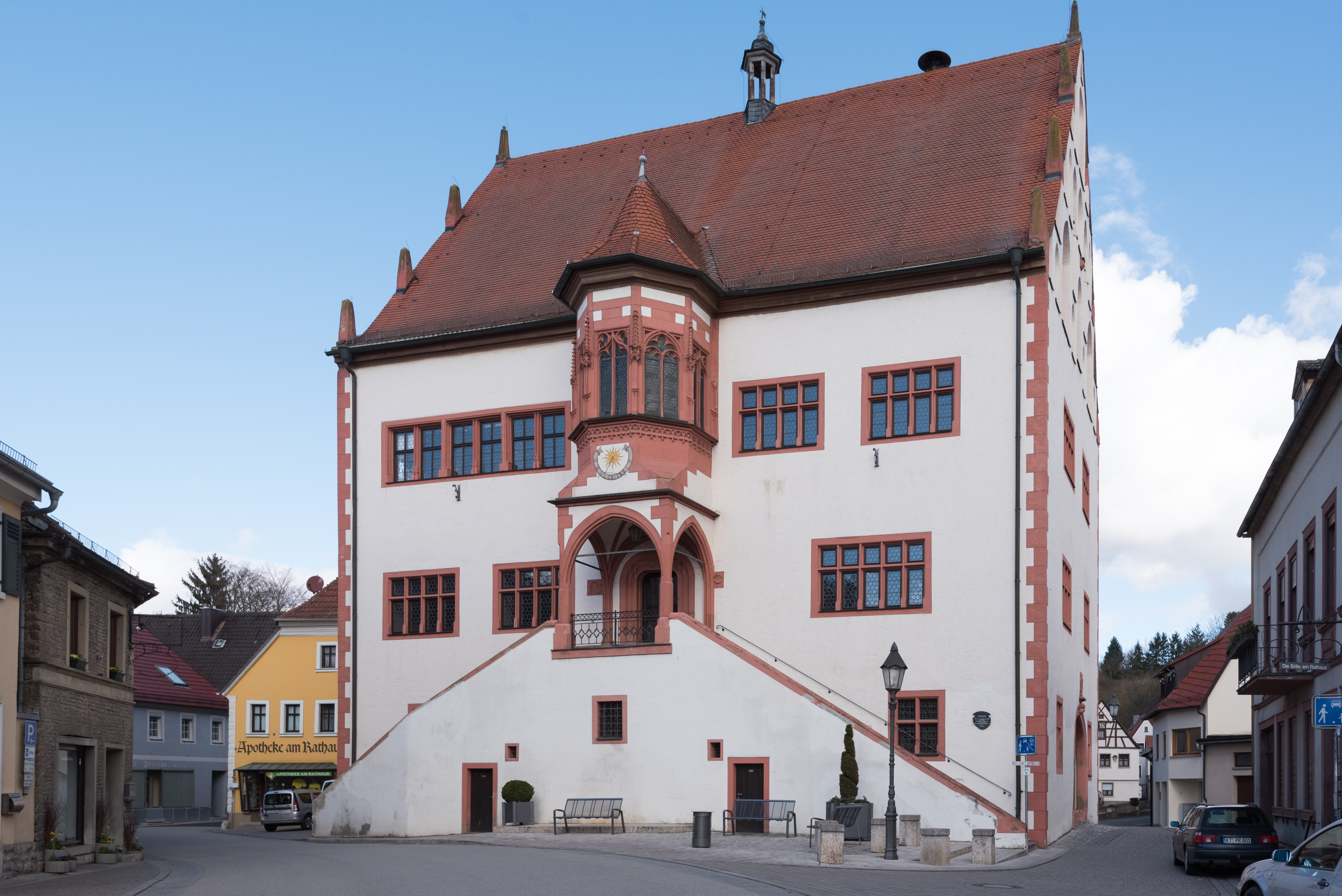
Das Rathaus von Dettelbach

Der Landkreis Kitzingen weist mit über 30 Bauwerken einen sehr großen Bestand an historischen Rathäusern auf. Teilweise werden die Baulichkeiten noch heute von der Verwaltung genutzt. Sie spiegeln die Entwicklung und das Selbstbewusstsein der bürgerlichen Schichten des Landkreises wider. Die ersten Rathäuser entstanden am Ausgang des Mittelalters, als sich einige Siedlungen zu Städten entwickeln konnten. Dabei spielte die herrschaftliche Aufsplitterung der Region ebenso eine Rolle, wie die hochentwickelte Handwerkskunst vor Ort.
Nachdem die Städte eine Art Vorreiterrolle bei der Etablierung von Rathäusern spielten, zogen noch im 16. Jahrhundert auch kleinere Orte nach. Vor allem die größeren Dörfer im Steigerwaldvorland und entlang des Maines brachten die nötigen finanziellen Sicherheiten auf, sich einen eigenen Verwaltungsbau in das Zentrum der Siedlung zu stellen. Lediglich der Steigerwaldanstieg bildete eine Art Barriere. Hier kommen keine repräsentativen Rathäuser vor.
Die Rathäuser der Frühen Neuzeit waren keineswegs bloß Verwaltungshäuser, sondern wurden als Multifunktionsbau vielfältig genutzt. So veranstaltete man hier Märkte oder lud zum Tanz. In größeren Gemeinden war zumeist auch das Narrenhaus für öffentliche Schandstrafen im Rathaus untergebracht. Diese vielfältige Nutzung endete bereits größtenteils mit dem Übergang an Bayern, als die Verwaltung sich professionalisierte. Spätestens im Zuge der Gemeindegebietsreform in den 1970er Jahren entstanden reine Verwaltungsbauten.
Der heutige Bestand an ehemaligen oder bestehenden Rathäusern ist vielfältig. Während die Städte und größeren Dörfer teilweise dreigeschossige Bauwerke errichteten, herrschen im Landkreis sonst zweigeschossige Bauten vor. Die Errichtung von reinen Steinbauten war auch bis ins 18. Jahrhundert den Städten vorbehalten, während man sich auf dem Land mit Fachwerkrathäusern begnügte. Die Erscheinungsbilder der Rathäuser sind ähnlich vielfältig wie ihre aktuelle Nutzung.

### Museen und Sammlungen
Die dezentrale Struktur, die auch den Landkreis selbst prägt, wird in der Museumslandschaft weitergeführt. Die kleinen Zentralorte besitzen zumeist Museen in städtischer Trägerschaft, wobei in Kitzingen, Marktbreit und Volkach echte Stadtmuseen existieren. In kleineren Gemeinden haben zumeist private Sammler für den Aufbau einer Ausstellung gesorgt. Bedeutende Privatmuseen bestehen mit dem Deutschen Fastnachtmuseum in Kitzingen und dem Knauf-Museum in Iphofen. Die Museen sind zumeist in repräsentativen Baudenkmälern untergebracht.
Im Landkreis besteht keine einzige Ausstellung in staatlicher Trägerschaft. Allerdings weisen die privaten oder städtischen Sammlungen eine Vielzahl an bedeutenden Objekten auf, die von der Landesstelle für die nichtstaatlichen Museen in Bayern gewürdigt wurden. Mit insgesamt sechs Objekten, die in die Liste der 100 Heimatschätze Bayerns aufgenommen wurde, besitzt der Landkreis die höchste Dichte aller Gebietskörperschaften in Bayern. Es sind dies: Das Mirakelbuch des Eucharius Sang in Dettelbach, der „Fasenickl“ aus Kipfenberg in Kitzingen, das Hebammenbuch von Anna Dorothea Rosen in Marktbreit, der Ceratit in Prichsenstadt, das Volkacher Salbuch in Volkach und die Ballotage in Wiesenbronn.

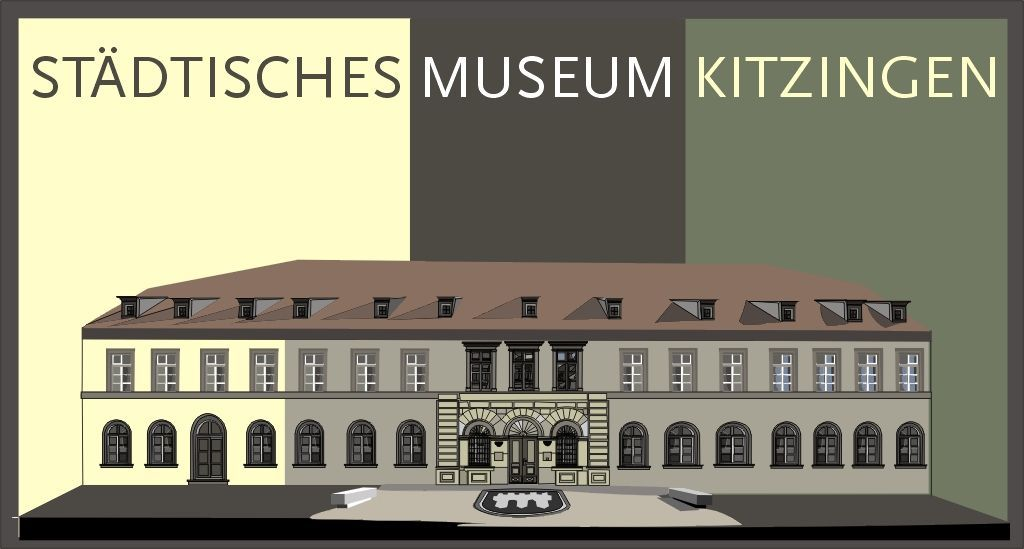
Das Logo des Städtischen Museum Kitzingen

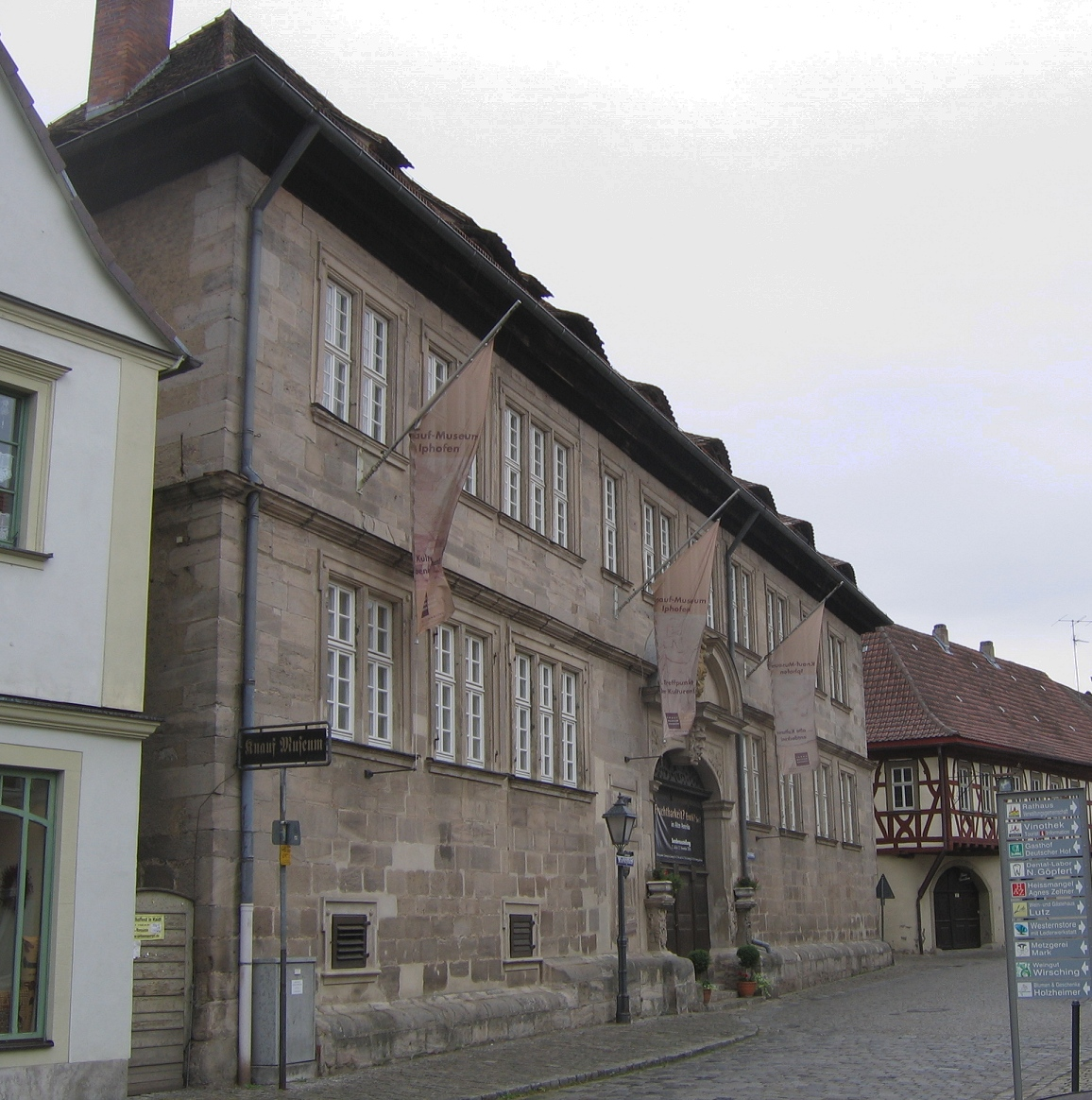
Das Knauf-Museum ist im alten Iphöfer Rentamt untergebracht

| - Abtswind, Kräuter-Tee-Gewürz-Museum Kaulfuss - Buchbrunn, Erlebnis Steinzeit - Castell, Museumsscheune - Dettelbach, Heimatmuseum Haslau und Umgebung - Dettelbach, Kolping- und Handwerksmuseum - Dettelbach, Museum „Pilger & Wallfahrer“ - Geiselwind, Murrmann-Museum - Iphofen, Geschichtsscheune - Iphofen, Knauf-Museum Iphofen - Iphofen-Hellmitzheim, Flatterhaus - Iphofen-Mönchsondheim, Kirchenburgmuseum Mönchsondheim - Kitzingen, Deutsches Fastnachtsmuseum - Kitzingen, Städtisches Museum Kitzingen - Kitzingen, Conditorei-Museum - Kitzingen, Vogelkundliche Sammlung - Kitzingen-Repperndorf, Schlepper- und Gerätesammlung Lenhart - Kitzingen-Sickershausen, Frankenstudio - Kitzingen-Sickershausen, Officina Historica - Kleinlangheim, Handerwerkermuseum Kirchenburg | - Mainbernheim, Schützenscheibensammlung - Marktbreit, Museum Malerwinkelhaus - Marktbreit, Alois-Alzheimer-Gedenkstätte - Marktsteft, Museum für Stadt- und Familiengeschichte - Prichsenstadt, Fossiliensammlung - Rödelsee, Elfleinshäusla - Rödelsee-Fröhstockheim, Ausstellung zur deutschen Kolonialgeschichte - Schwarzach am Main-Münsterschwarzach, Informationszentrum Abtei - Segnitz, Gräberfeldmuseum „Segeum“ - Seinsheim, „Die kleine Brauschau“ - Sommerach, Turm-Museum - Volkach, Museum Barockscheune - Volkach-Astheim, Mainschleifenbahnmuseum - Volkach-Astheim, Museum Kartause Astheim - Wiesenbronn, Ehemalige Synagoge - Wiesenbronn, Die Eich/Das Flachsbrechhaus - Wiesenbronn, Kellerhaus - Willanzheim-Hüttenheim in Bayern, Fahrradmuseum Hüttenheim - Willanzheim-Hüttenheim, Sammlung „Alter Tante-Emma-Laden“ |

### Evangelische Friedhöfe und Freikanzeln
Zusammen mit der Bretagne und Thüringen ist der Landkreis Kitzingen eine der Regionen, in der besonders viele der sogenannten Friedhofs- oder Freikanzeln vorkommen. Insgesamt weisen die Gottesacker im Landkreis eine hohe Dichte an Denkmälern auf, seien es Friedhofsarkaden als Ummauerung, Epitaphe von höherrangigen Verstorbenen oder kunstvolle Portale. Die Friedhöfe als Begräbnisstätten wurden mit Beginn der Frühen Neuzeit aus den Kirchhöfen an den Ortsrand verlegt und es entwickelte sich eine eigene Ausstattungskultur.
Die Friedhofsportale im Landkreis gehen zumeist auf das 16. Jahrhundert zurück. Insbesondere die Ortsherren, die sich der Reformation angeschlossen hatten, verzierten die Friedhöfe mit Renaissance-Portalen. Den Anfang machten die Städte Kitzingen und Prichsenstadt im Jahr 1542, 1546 erhielt Mainbernheim sein Friedhofsportal. Das Portal in Eichfeld entstammt dem Jahr 1588 und wurde von Graf Georg II. zu Castell als Erinnerung an seine verstorbene Frau erbaut. Mit dem Portal in Segnitz von 1607 verschwanden die wuchtigen Portale wieder. → siehe auch: Friedhofsportal (Eichfeld)
In den neuen Friedhöfen benötigten die Priester einen hervorgehobenen Ort um insbesondere die Leichenpredigten vorzunehmen. Die lutherisch gewordenen Grundherren im Landkreis pflegten im 16. Jahrhundert enge Verbindungen nach Wittenberg und den anderen Zentren der Reformation und förderten die Verkündigung des Gotteswortes, eines der wichtigsten Elemente des lutherischen Gottesdiensts. Deshalb entstanden, eng angelehnt an die thüringischen Vorbilder, auch hier Friedhofskanzeln und Arkaden. Die katholischen Dorfherren verzichteten weitgehend auf die Verzierung „ihrer“ Friedhöfe, sondern forcierten die Errichtung von Bildstöcken (als Ausnahme kann der Friedhof in Fahr gelten).
| Abtswind      | Kanzel und Arkade | Kanzel (Predigtstuhl) aus Holz, farbig, 1757 Ersterwähnung; doppelseitige Arkade, Ersterwähnung 1767                              |
| Buchbrunn     | Kanzel            | Kanzel (Predigtstuhl) aus Stein, 1612, mehrere Grabsteine → siehe auch: Friedhof (Buchbrunn)                                      |
| Kitzingen     | Arkade            | Arkade, 1628, 1820 Abriss weite Teile, östlicher Teil erhalten                                                                    |
| Mainbernheim  | Kanzel und Arkade | Kanzel (Predigtstuhl) aus Stein, um 1600 von Erhard Schilling; dreiseitige Holzarkade → siehe auch: Alter Friedhof (Mainbernheim) |
| Marktbreit    | Kanzel und Arkade | Kanzel (Predigtstuhl) aus Stein, um 1600; zwei Arkadenhallen (heute hier Kanzel)                                                  |
| Marktsteft    | Kanzel und Arkade | Kanzel (Predigthäuslein) aus Stein, 1603; Arkade mit Eingangstor → siehe auch: Friedhof (Marktsteft)                              |
| Prichsenstadt | Kanzel und Arkade | Kanzel (Predigthäuslein) aus Stein, 1605; einseitige, langgestreckte Arkade → siehe auch: Friedhof (Prichsenstadt)                |
| Repperndorf   | Kanzel und Arkade | Kanzel (Predigtstuhl) aus Stein, 1612; zweiseitige Arkade                                                                         |
| Segnitz       | Arkade            | Arkade, vlt. 17. Jahrhundert, einseitig, langgestreckt                                                                            |
| Sickershausen | Kanzel            | Kanzel (Predigtstuhl) aus Stein, 1690                                                                                             |
| Wiesenbronn   | Kanzel und Arkade | Kanzel (Predigthäuslein), um 1600; zweiseitige Arkade, räumlich getrennt                                                          |

### Katholische Bildstöcke und Kleindenkmäler
Während die evangelischen Dorfherren den neuen Glauben durch die Errichtung besonders prächtiger Friedhöfe förderten, ging die katholische Obrigkeit andere Wege. Seit dem Ende des Mittelalters entstanden überall in Franken die sogenannten Bildstöcke, Steinsäulen mit christlichen Motiven. Ähnlich wie in der Eifel und in Österreich, die beide ebenfalls zu den Zentren dieses Denkmaltypus zählen, gehen die meisten Bildstöcke (oder Martern) zwar auf die Initiative von Privatpersonen zurück. Die Dorfherren begrüßten die Errichtung allerdings und förderten sie.
Die Würzburger Fürstbischöfe mit ihren Amtsstädten Dettelbach, Iphofen und Volkach im heutigen Landkreisgebiet waren die größten Förderer der Bildstöcke. Sie ließen insbesondere während der sogenannten Gegenreformation zahlreiche Monolithbildstöcke mit der Kreuzigung Christi als Hauptmotiv errichten. Die Martern an den Wegen grenzten die katholischen Gebiete beim Durchwandern von den protestantischen offenkundig ab. Im 17. und 18. Jahrhundert waren die Stöcke Ausdruck der katholischen Volksfrömmigkeit und die Darstellungen variierten.
Noch heute wird die Tradition der Bildstöcke als Wegzeichen aufgegriffen und zeitgenössische Künstler interpretieren diese religiösen Denkmäler immer wieder neu. In den 1970er Jahren trieb der Landkreis Kitzingen die Erfassung und Sanierung seines Bildstockbestandes („Bildstockaktion“) voran. Durch die begonnene Flurbereinigung war nämlich ein großer Teil der Bildstöcke bedroht. Noch heute nimmt die Zahl der Denkmäler stetig ab, weil sie beschädigt oder ganz entfernt werden.
Zentren der Bildstöcke sind die katholisch geprägten Städte und Gemeinden im Landkreis (Volkach 48, Iphofen 46, Dettelbach 34; Stand 1980). Eines der ältesten Exemplare ist in Volkach vor dem Unteren Tor zu finden. Der Stock wurde bereits um 1460 aufgestellt und verweist mit der Darstellung des heiligen Georg auf den Handlungsort der sogenannten Drachensage. Besonders viele Exemplare bestehen in und um Großlangheim. Der älteste stammt aus dem Jahr 1501. Die Gegenreformation wird durch die Monolithe symbolisiert, die aus einem Stein geschaffen wurden. Besonders prächtig ist ein solcher Stock im Sommeracher Ortskern. In Sommerach ist auch „Frankens berühmtester Bildstock“, die sogenannte Graue Marter von 1519 zu finden. Ihr Baumeister wird der Riemenschneider-Schule zugerechnet. → siehe auch: Kreuzigungsbildstock (Volkach, um 1460), Kreuzigungsbildstock (Sommerach, 1588) und Graue Marter
In späteren Jahrhunderten begannen die Erscheinungsformen der Bildstöcke sich auszudifferenzieren. Der sogenannte Vitusbildstock in Hörblach von 1618 greift Renaissanceformen auf. Er wurde vom gesamten Dorf zu Ehren des Patrons gestiftet. Ganz anders präsentieren sich die Bildstöcke des 18. Jahrhunderts. Immer öfter wurde Christus als Kreuzschlepper dargestellt. Zugleich entstanden Bildstöcke, die als Altäre mit Baldachin gearbeitet waren. Eine Kombination beider Typen ist in Obervolkach zu finden. → siehe auch: Vitusbildstock (Hörblach) und Kreuzschlepperbildstock (Obervolkach)

### Jüdische Friedhöfe und Synagogen

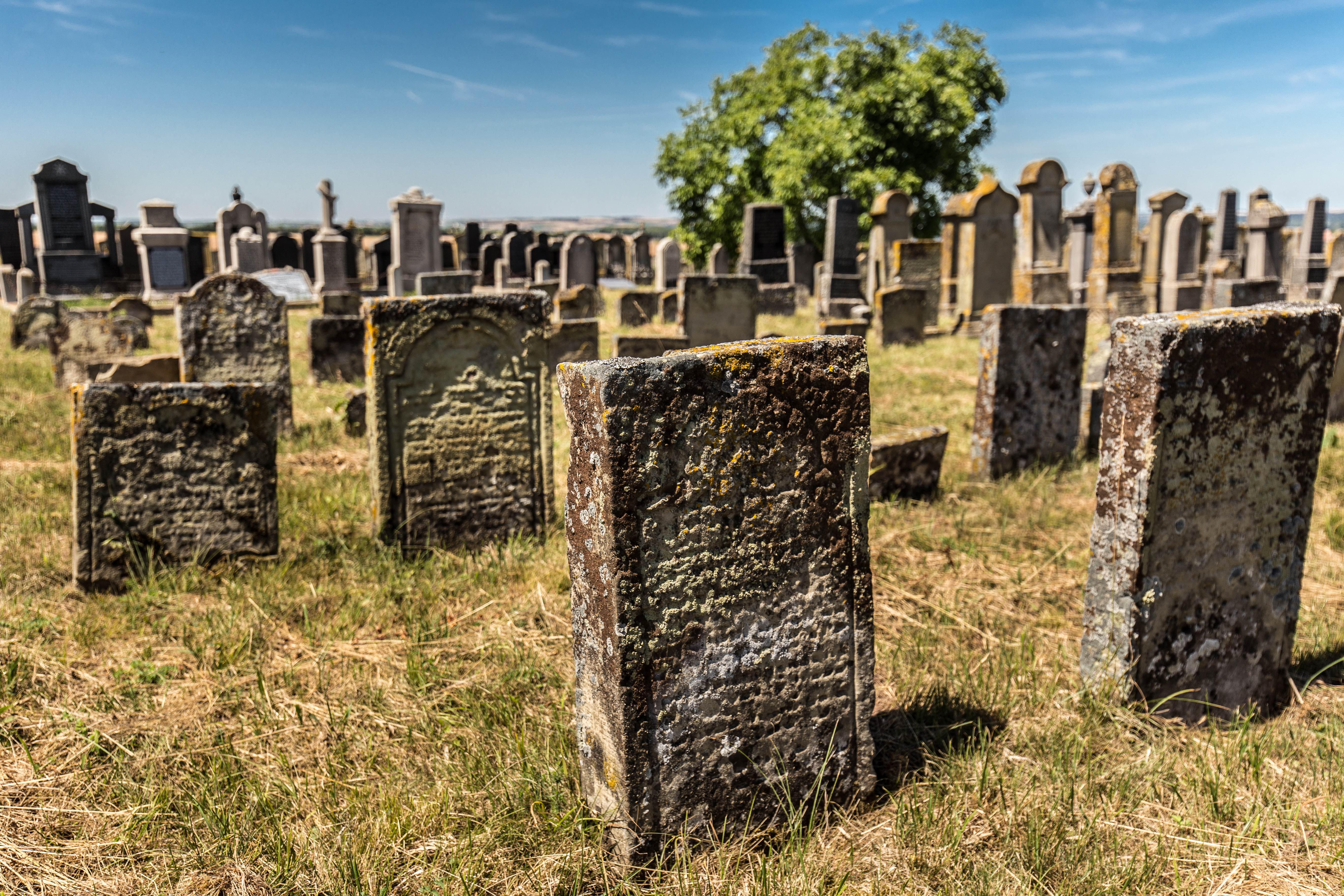
Der jüdische Friedhof in Rödelsee

Das Gebiet des Landkreises Kitzingen war ein Zentrum jüdischen Lebens in Franken. Bis ins Jahr 1942 bestanden noch zwölf jüdische Gemeinden im heutigen Kreisgebiet. Sie hinterließen als steinerne Zeugnisse Synagogen und Friedhöfe, die noch heute bestehen. Insgesamt sind vier jüdische Begräbnisstätten im Landkreis auszumachen, von denen allerdings nur noch zwei außerhalb der Dörfer sichtbar sind. Die Friedhöfe in Dettelbach und Rehweiler sind weitgehend zerstört, ein Grabstein in Rehweiler erinnert an den Ort.
Der größte Friedhof im Landkreis ist der in Rödelsee, der auch zu den größten jüdischen Begräbnisstätten in Bayern gezählt wird. Er wurde bereits 1432 erstmals urkundlich erwähnt. Neben den jüdischen Bewohnern von Rödelsee wurden auch die Verstorbenen aus Großlangheim, Hohenfeld, Hüttenheim, Kitzingen, Kleinlangheim, Mainbernheim, Mainstockheim, Marktbreit, Marktsteft, Obernbreit, Segnitz und Wiesenbronn hier bestattet. Erhalten haben sich mehr als 2500 Grabsteine aus mehreren Jahrhunderten. Ein 1938 geschändetes Taharahaus zur Leichenwaschung wurde 1983 neu aufgerichtet. → siehe auch: Jüdischer Friedhof (Rödelsee)

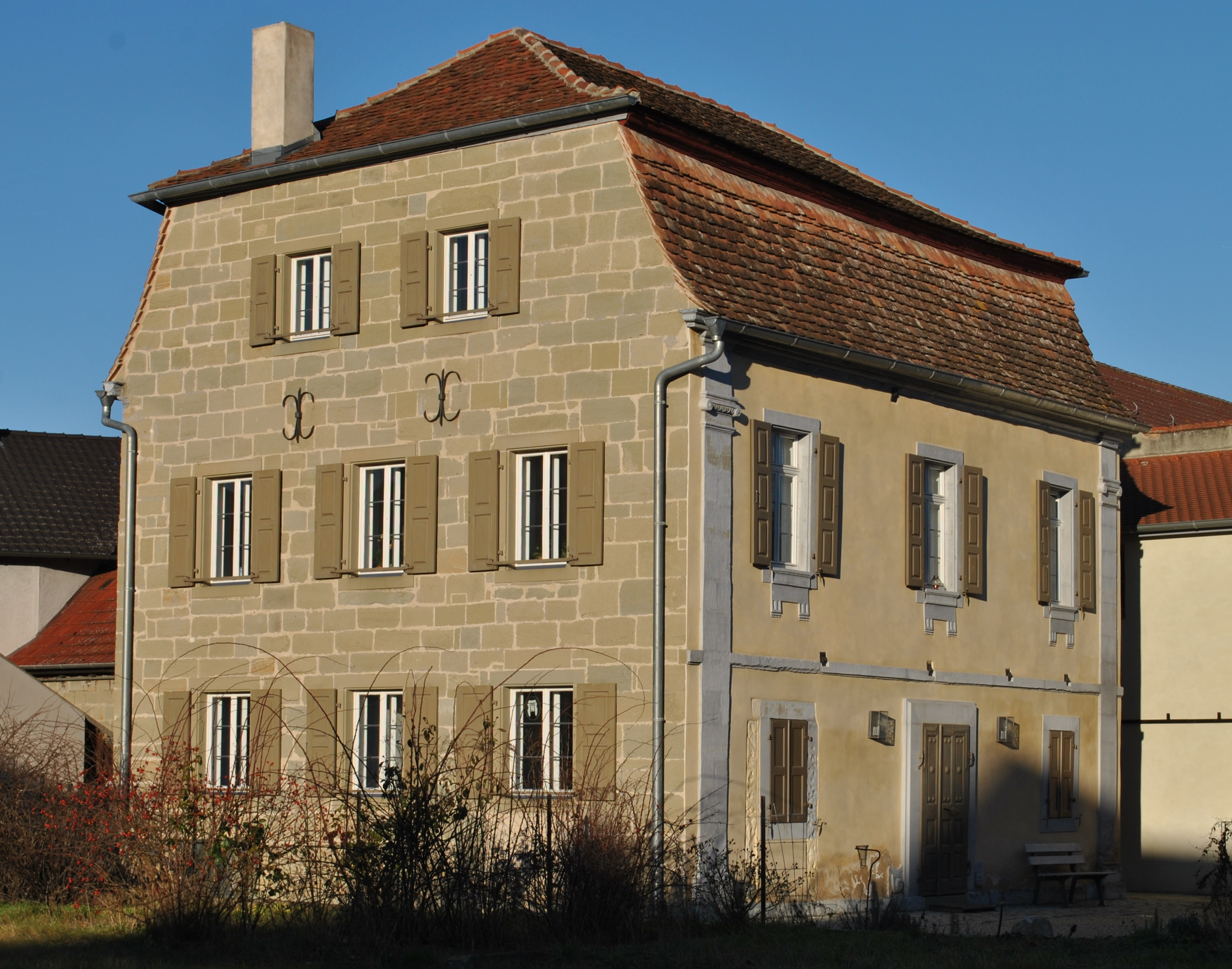
Die Synagoge in Wiesenbronn

Der kleinere Friedhof in Hüttenheim ist wesentlich kleiner und jünger als sein Rödelseer Pendant. 1818 fand der erste Jude seine letzte Ruhestätte auf dem jüdischen Friedhof in Hüttenheim. Auch Tote der umliegenden Gemeinden Dornheim, Mainbernheim, Marktbreit und Nenzenheim wurden hier begraben. Das Taharahaus wurde ebenfalls 1938 abgebrannt. Hier brachte man ein Mahnmal am Platz des Häuschens an. Beide Friedhöfe sind nur zu besonderen Anlässen zu betreten. → siehe auch: Jüdischer Friedhof (Hüttenheim)
Ganz anders stellt sich die Situation bei den Synagogen dar. Sie entstanden inmitten der Dörfer und Städte. Als prächtigste kann wohl die Synagoge in Kitzingen gelten. Sie befindet sich in der Landwehrstraße im Südosten der Altstadt. Sie entstand zwischen 1882 und 1883 im Rundbogenstil. Das Innere lehnte sich an den sogenannten maurischen Stil an. Am 10. November 1938 brannte die Synagoge in der Reichspogromnacht nieder und wurde 1993 neu errichtet. Heute finden hier kulturelle Veranstaltungen statt. → siehe auch: Synagoge (Kitzingen)
Die weiteren Synagogen im Landkreis entstanden zumeist in den Dörfern und haben deswegen nicht diesen repräsentativen Charakter. Der Bestand der Gebäude ist weiterhin bedroht (die Synagoge in Altenschönbach), noch in den 1990er Jahren wurden bestehende Synagogen abgerissen. Heute werden die ehemaligen Gotteshäuser von Trägervereinen unterhalten (so in Obernbreit), als christliche Kirche verwendet (in Mainstockheim) oder als Wohnhaus genutzt. Ein besonders eindrucksvolles Beispiel einer Land-Synagoge ist in Wiesenbronn zu finden. → siehe auch: Synagoge (Altenschönbach), Synagoge (Obernbreit), Synagoge (Mainstockheim) und Synagoge (Wiesenbronn)

## Gemeinden
(Einwohner am 31. Dezember 2024)
| Städte 1. Dettelbach (6866) 2. Iphofen (4768) 3. Kitzingen, Große Kreisstadt (22.936) 4. Mainbernheim (2230) 5. Marktbreit (3793) 6. Marktsteft (1813) 7. Prichsenstadt (3032) 8. Volkach (8512) Märkte 1. Abtswind (843) 2. Geiselwind (2633) 3. Großlangheim (1545) 4. Kleinlangheim (1642) 5. Markt Einersheim (1216) 6. Obernbreit (1659) 7. Rüdenhausen (850) 8. Schwarzach a.Main (3665) 9. Seinsheim (1060) 10. Wiesentheid (4875) 11. Willanzheim (1589) Weitere Gemeinden 1. Albertshofen (2142) 2. Biebelried (1250) 3. Buchbrunn (1099) 4. Castell (829) 5. Mainstockheim (1940) 6. Martinsheim (979) 7. Nordheim a.Main (986) 8. Rödelsee (1926) 9. Segnitz (806) 10. Sommerach (1478) 11. Sulzfeld a.Main (1242) 12. Wiesenbronn (1083) | Verwaltungsgemeinschaften 1. Großlangheim (Märkte Großlangheim und Kleinlangheim, Gemeinde Wiesenbronn) 2. Iphofen (Stadt Iphofen, Märkte Markt Einersheim und Willanzheim, Gemeinde Rödelsee) 3. Kitzingen (mit Sitz in Kitzingen; Mitgliedsgemeinden: Albertshofen, Biebelried, Buchbrunn, Mainstockheim und Sulzfeld a.Main) 4. Marktbreit (Städte Marktbreit und Marktsteft, Märkte Obernbreit und Seinsheim, Gemeinden Martinsheim und Segnitz) 5. Volkach (Stadt Volkach und Gemeinden Nordheim a.Main und Sommerach) 6. Wiesentheid (Märkte Abtswind, Rüdenhausen und Wiesentheid und Gemeinde Castell) Keine gemeindefreien Gebiete |

## Gemeinden des Altkreises Kitzingen
Vor der Gebietsreform hatte der Landkreis Kitzingen 51 Gemeinden. Die Gemeinden, die es heute noch gibt, sind fett geschrieben:
| Gemeinde 1972          | Heutige Gemeinde   | Heutiger Landkreis |
| ---------------------- | ------------------ | ------------------ |
| Albertshofen           | Albertshofen       | KT                 |
| Bibergau               | Dettelbach         | KT                 |
| Biebelried             | Biebelried         | KT                 |
| Brück                  | Dettelbach         | KT                 |
| Buchbrunn              | Buchbrunn          | KT                 |
| Dettelbach, Stadt      | Dettelbach         | KT                 |
| Dipbach                | Bergtheim          | WÜ                 |
| Effeldorf              | Dettelbach         | KT                 |
| Enheim                 | Martinsheim        | KT                 |
| Euerfeld               | Dettelbach         | KT                 |
| Fröhstockheim          | Rödelsee           | KT                 |
| Gerlachshausen         | Schwarzach am Main | KT                 |
| Großlangheim, Markt    | Großlangheim       | KT                 |
| Haidt                  | Kleinlangheim      | KT                 |
| Herrnsheim, Markt      | Willanzheim        | KT                 |
| Hoheim                 | Kitzingen          | KT                 |
| Hohenfeld              | Kitzingen          | KT                 |
| Hörblach               | Schwarzach am Main | KT                 |
| Hüttenheim in Bayern   | Willanzheim        | KT                 |
| Iffigheim              | Seinsheim          | KT                 |
| Kaltensondheim         | Biebelried         | KT                 |
| Kleinlangheim, Markt   | Kleinlangheim      | KT                 |
| Mainbernheim, Stadt    | Mainbernheim       | KT                 |
| Mainsondheim           | Dettelbach         | KT                 |
| Mainstockheim          | Mainstockheim      | KT                 |
| Marktbreit, Stadt      | Marktbreit         | KT                 |
| Marktsteft, Stadt      | Marktsteft         | KT                 |
| Martinsheim            | Martinsheim        | KT                 |
| Michelfeld             | Marktsteft         | KT                 |
| Münsterschwarzach      | Schwarzach am Main | KT                 |
| Neuses am Berg         | Dettelbach         | KT                 |
| Neusetz                | Dettelbach         | KT                 |
| Obernbreit, Markt      | Obernbreit         | KT                 |
| Oberpleichfeld         | Bergtheim          | WÜ                 |
| Prosselsheim           | Prosselsheim       | WÜ                 |
| Püssensheim            | Prosselsheim       | WÜ                 |
| Repperndorf            | Kitzingen          | KT                 |
| Rödelsee               | Rödelsee           | KT                 |
| Schernau               | Dettelbach         | KT                 |
| Schnepfenbach          | Dettelbach         | KT                 |
| Schwarzenau            | Schwarzach am Main | KT                 |
| Segnitz                | Segnitz            | KT                 |
| Seinsheim, Markt       | Seinsheim          | KT                 |
| Sickershausen          | Kitzingen          | KT                 |
| Stadtschwarzach, Markt | Schwarzach am Main | KT                 |
| Sulzfeld am Main       | Sulzfeld am Main   | KT                 |
| Tiefenstockheim        | Seinsheim          | KT                 |
| Wässerndorf            | Seinsheim          | KT                 |
| Westheim               | Biebelried         | KT                 |
| Wiesenbronn            | Wiesenbronn        | KT                 |
| Willanzheim            | Willanzheim        | KT                 |

## Kfz-Kennzeichen
Am 1. Juli 1956 wurde dem Landkreis bei der Einführung der bis heute gültigen Kfz-Kennzeichen das Unterscheidungszeichen KT zugewiesen. Es wird durchgängig bis heute ausgegeben.